# ウマ娘 プリティーダービーの登場キャラクター
ウマ娘 プリティーダービーの登場キャラクター（ウマむすめ プリティーダービーのとうじょうじんぶつ）は、Cygamesによるゲーム作品『ウマ娘 プリティーダービー』に登場するキャラクターの一覧。
本作はアニメやコミックスなどのメディアミックス化が行われているが、本項のキャラクター区分はゲーム版に準じる。背景設定はメディアによって異なる部分が多いため、固有のものは別個に記述した。なお、アニメ版の独自設定およびオリジナルキャラクターについては「ウマ娘 プリティーダービー (テレビアニメ)#登場キャラクター」にて、『シンデレラグレイ』の独自設定およびオリジナルキャラクターについては「ウマ娘 シンデレラグレイ#登場キャラクター」にて、それぞれ詳説する。

## ウマ娘
記載順序はゲーム内のデフォルト設定に基づく（公式サイトのCHARACTERでも確認できる）。

### 育成ウマ娘
ゲームの「育成」でシナリオをプレイすることが可能な、育成ウマ娘として実装されているウマ娘。
スペシャルウィーク
声 - 和氣あず未
本作におけるシンボルキャラクターであり本作のウマ娘を象徴する存在。
黒鹿毛のボブカットで、前髪にメッシュが入ったウマ娘。右耳に紫色のリボンをつけ、頭には三つ編み状の白い飾りを巻き、後ろを紫色の紐でくくっている。愛称は「スペ」。ルームメイトはサイレンススズカ。
北海道の田舎出身。人懐っこい性格だが、周囲に（ウマ娘の）話し相手も競走相手もいなかったため、同年代のウマ娘に対しても緊張しがち。一方で非常に大食で、食堂がおかわり自由なのをいいことに周囲のウマ娘が唖然とするほどの量（ギャラリーのウマ娘曰く、「キロを超えてトン単位」）を平然と平らげている。
生後間もない頃に生みの母を失い、その親友で人間である育ての母からマンツーマンの厳しいトレーニングを受けて育った。生みの母と育ての母のどちらも「お母ちゃん」と呼んで慕っており、育ての母とは頻繁に手紙をやり取りしている。
メインストーリー
第1部最終章の主人公。もともとサイレンススズカと同じチームに入ることを希望していたが、選抜レースでゴール位置を間違えるという致命的なミスを犯してしまい、〈シリウス〉に加入する。以後はチームメンバーの助力を得ながらセイウンスカイやキングヘイローといった同期とクラシック三冠レースで競い合い、シニア級では天皇賞（春)で前年の覇者メジロブライトと激突。一時自分が走る意味を見失ってスランプに陥るが立て直し、凱旋門賞でエルコンドルパサーに勝ったモンジューをジャパンカップの舞台で迎え撃つ。

サイレンススズカ
声 - 高野麻里佳
明るめの栗毛のロングヘアーで、緑色の耳カバーとカチューシャなどを着けているウマ娘。愛称は「スズカ」。ルームメイトはスペシャルウィーク。
物静かで神秘的な雰囲気をたたえた人物。制約なく先頭を快走する、いわゆる「大逃げ」の戦術で圧倒的な実力を発揮する。一方で押しに弱く、周りのウマ娘に振り回されてしまうことも多い。困惑したり動揺したりした時の「ウソでしょ」が口癖。好物はいちご大福。
アニメ！アニメ！が実施した「2022年推したいウマ娘」と題した人気投票では5位。INSIDEが実施した「あなたが好きな育成ウマ娘は？」と題したプレイヤーアンケートでは2位。
メインストーリー
第1部第5章の主人公。元々他のチームでデビューして活躍を期待されていたが、勝つための走りを突き詰めていくうちに自分の走りを見失い、スランプに陥る。そんな時によそのチームでありながら、〈シリウス〉のトレーナーから「結果を気にしないで走りたいように走ってみたら」とアドバイスを受けて復調のきっかけを掴んだことで、「ここでなら自分の見たかった景色が見られるかもしれない」と、〈シリウス〉への移籍を決める。
STARTING GATE!
同世代の中でずば抜けた速さを誇り、最も早くデビューすると言われていたが、怪我が原因で不振に陥り、完治してからも選考会に落ちるなど、不振から抜け出せずにあえいでいる。性格も不振に陥るまでは周囲を全く気に留めない唯我独尊な部分があったが、スペシャルウィークと共に過ごす中で周りに注意を払うようになるなど、変化が生じている。

トウカイテイオー
声 - Machico
鹿毛で、前髪の一部にメッシュが入ったウマ娘。右耳に青いリボンを、ポニーテールの根元に桃色のリボンを、それぞれ着けている。愛称は「テイオー」。ルームメイトはマヤノトップガン。
一人称は「ボク」（威張る際は「ワガハイ」や「無敵のテイオー様」と称することもある）で、活発で明るい性格。「テイオーステップ」と呼ばれる華麗な足運びに象徴される柔軟性・敏捷性・跳躍力を併せ持っており、歌やダンスも上手い。
無敗であることを誇りに思っており、勝利に対する強い決意を持っている。また、同じく無敗のシンボリルドルフに強く憧れ、絶対視してもいる。
コンテンツ発表当初のキャストは伊波杏樹。

マルゼンスキー
声 - Lynn
鹿毛のロングヘアーで、右耳の青いリボンがトレードマークのウマ娘。後ろ髪が大きくカールしている。愛称は「マルゼン」。
バレエダンサーを父に持つ。「お姉さん」であることを自負しており、多くの後輩に慕われている。気持ち良く楽しく走ることを第一に考えており、必ずしも勝ちにこだわる姿勢を見せないが、明確な目標を持たないことへの後ろめたさも感じている。
母親の影響で一時代前の流行語を連発したり、スマートフォンを使いこなせなかったり、趣味嗜好にも同様の傾向があったりと、最近の流行についていけない一面がある。
入寮はしておらず自宅通いで、運転免許を保有している。愛車は赤いスポーツカー（マルゼンスキーは「タッちゃん」と呼んでいる）だが、交通ルールギリギリの危険運転を行うため同乗者は軒並みダウンしてしまい、以降の同乗は断られることも多い。

フジキセキ
声 - 松井恵理子
青鹿毛のショートヘアを持つウマ娘。前髪の一部にメッシュが入る。愛称は「フジ」。
舞台俳優である母の影響でエンターテイナーを目指しており、レースで観客を魅了することをモットーにしている。温和で誰に対しても優しいためウマ娘からの人気が軒並み高く、彼女の周りには取り巻きの後輩（フジキセキは「ポニーちゃん」と呼んでいる）が多い。
栗東寮の寮長を務めており、暇を持て余す後輩に手品を披露したり、部屋の家具の故障を直したりと、その手腕を遺憾なく発揮している。

オグリキャップ
声 - 高柳知葉
地方から転校してきたウマ娘。銀色に近い芦毛の長髪（頭頂部は灰色みがかっている）で、菱形の額飾りをつけている。愛称は「オグリ（ン）」。ルームメイトはタマモクロス。
笠松の出身。マイペースでかなりの天然でもある。出身地と大きく異なる都会的な景色には慣れておらず道に迷うことが多いが、逆に森などの自然の中では迷わない。また人見知りで言葉も少なく、『STARTING GATE!』ではそれが原因でスペシャルウィークとの間でひと悶着起こる。
スペシャルウィークに勝るとも劣らぬ大食いかつ早食いだが、本人はそれで注目を浴びることを快く思っていない。
コンテンツ発表当初のキャストは竹達彩奈。
アニメ！アニメ！が実施した「2022年推したいウマ娘」と題した人気投票では3位。
メインストーリー
チーム〈シリウス〉の前エース。有馬記念優勝を機にメジロマックイーンにチームのエースの座を託し、プレイヤーの前任のトレーナーとともに引退している。

ゴールドシップ
声 - 上田瞳
銀髪に近い芦毛のロングヘアーを持ち、右耳に青いリボンを付け、顎紐を通した茶色の水兵帽を被ったウマ娘。愛称は「ゴルシ」で、自称することも多い。
常に奔放に振る舞う自由人。他のウマ娘やトレーナーに対して全く遠慮がなく、周囲の者はしばしばその不可思議な行動に振り回される。レースでは豪快な追込を行って目立つことを心がけている。
アニメ！アニメ！が実施した「2022年推したいウマ娘」と題した人気投票では10位。
メインストーリー
チーム〈シリウス〉のメンバー。半ば強引に〈シリウス〉に加入するものの、その後はメジロマックイーンやライスシャワーを支えるなど、専らサポーターとしての役回りとなっている。また、ライスシャワーを非難する観客に「殴り込みを掛ける」と宣言する（この時はメジロマックイーンに制止されている）など、仲間思いの一面も見せる。

ウオッカ
声 - 大橋彩香
濃い色の鹿毛で、一部にメッシュが入る前髪（右目が隠れている）と、左耳のリングが特徴的なウマ娘。人間の両耳にあたる部分にもリング状のアクセサリーを引っ掛けており、後ろ髪を束ねている。ルームメイトはダイワスカーレット。
一人称は「俺」。不良少年のようながさつな言動を見せる一方、些細な色恋沙汰にも動揺するなど純朴な面もある。「カッコいい」物事を重んじており、料理や家事が得意でありながら自身のイメージとの乖離を気にして表に出さないという一面もある。
ダイワスカーレットとはことあるごとに口論しているものの、互いのことはよく理解しており、良きライバル関係にある。ナリタブライアンやタニノギムレットに強い憧れを抱いている。

ダイワスカーレット
声 - 木村千咲
やや赤みがかった栗毛で、水色の髪留めでまとめた膝丈までの長さのツインテールと八重歯が特徴のウマ娘。頭頂部にティアラを載せており、左耳側には桃色のリボンを着けている。愛称は「スカーレット」。ルームメイトはウオッカ。
非常に勝ち気で、「1番（になること）」に強く執着している。ウオッカとはライバル関係でよく喧嘩しているが、行動を共にすることも多く信頼し合った親友でもある。トレーナーやウオッカ以外のウマ娘に対しては優等生的な振る舞いを見せる一方、母親に対しては素直に甘える一面もある。
コンテンツ発表当初のキャストは上坂すみれ。

タイキシャトル
声 - 大坪由佳
アメリカ出身のウマ娘。明るめの栗毛のポニーテールと緑色の星型の髪飾りがトレードマーク。愛称は「タイキ」。ルームメイトはメジロドーベル。
明るくフレンドリーな性格で、周りのウマ娘との交流や触れ合いを好む。一方で非常に寂しがり屋な面もあり、一人になると悲しみが募って泣き出したり、故郷の両親を思い出してホームシックになってしまうこともある。
丁寧語の助動詞を強調した独特な口調で話す。会話に英単語が混ざることが多い。短距離・マイルのレースを得意とする。

グラスワンダー
声 - 前田玲奈
明るめの栗毛で、額の辺りにある盾状のメッシュが特徴。アメリカ出身の帰国子女だが、親日家の両親の影響で日本文化をこよなく愛する大和撫子の心を持つウマ娘。スペシャルウィークらとは同級生。愛称は「グラス」。ルームメイトはエルコンドルパサー。
普段の物腰はおっとりとして温和だが、闘志を内に秘めて静かに燃え上がる（セイウンスカイ曰く、「怒らせてはいけない」）タイプ。その陽気さゆえに暴走しがちなエルコンドルパサーのブレーキ役でもあり、悪ふざけが過ぎると容赦のないツッコミを入れる。

ヒシアマゾン
声 - 巽悠衣子
美浦寮の寮長を務めるウマ娘。青みがかった黒鹿毛と褐色の肌が特徴。左耳に赤いシュシュをつけている。愛称は「ヒシアマ（姐さん）」。
アメリカ出身の帰国子女。姐御肌で勝ち気だが、情に厚い。家庭的な一面も持ち合わせている。
ナリタブライアンとはライバル関係だが、彼女のために弁当を作ったり、文化祭で一緒に子供の面倒を見るなど、仲が良い（ナリタブライアンからは「アマさん」と呼ばれている）。また、フジキセキとは寮長同士よく絡んでいる。

メジロマックイーン
声 - 大西沙織
紫がかった芦毛のロングヘアーで、右耳に緑色のリボンをつけているウマ娘。名門・メジロ家の令嬢で、天性の才能と淑女的な振る舞いから学園内でも一目置かれている。愛称は「マックイーン」。ルームメイトはイクノディクタス。
本人曰く「太りやすい体質」で、食事にいつも気を遣っている。しかしその一方で甘いものが大好物であり、それが悩みの種ともなっている。
趣味は映画鑑賞とスポーツ（専ら野球）観戦だが、後者は大声で応援することの恥ずかしさからあまり公にしようとはしない。よくゴールドシップに絡まれており、しばしば彼女の不条理な行動に振り回されている（ゴールドシップからは「マックちゃん」とも呼ばれている）。
INSIDEが実施した「あなたが好きな育成ウマ娘は？」と題したプレイヤーアンケートでは8位。
メインストーリー
第1部第1章の主人公。チーム〈シリウス〉のメンバーの一人。チームの先輩でエースのオグリキャップ引退後、在籍メンバーの脱退によって〈シリウス〉ただひとりのメンバーとなるが、チームを立て直すために新たなエースとして奮闘する。甘党という面が強調されており、しばしば減量中にも拘わらずケーキなどを隠れて口にしている。

エルコンドルパサー
声 - 髙橋ミナミ
黒鹿毛に近い髪色と目の周りを覆う覆面がトレードマークのウマ娘。アメリカ出身の帰国子女。愛称は「エル」。ルームメイトはグラスワンダー。
世界で活躍するウマ娘を目指しており、「世界最強」や「ナンバーワン」といった言葉を好む。明朗快活で、同級生のスペシャルウィーク・グラスワンダーらと非常に仲が良い。
「世界で走るには語学が必要」と意気込んでおりスペイン語・英語・日本語を習得（さらにフランス語をも学習）しているが、普段の会話では「話しやすい」という理由から、スペイン語混じりで助動詞「です」を強調した独特な話し方をする（真剣な場面では標準語で話すこともある）。
プロレスラーの父を持つ影響でプロレスを意識した言動をすることもある。いつも着用している覆面（父からの贈り物）にはマインドセットの意味合いがあり、外すと一転して弱気になってしまう（独特な話し方でもなくなる）。

テイエムオペラオー
声 - 徳井青空
栗毛の外ハネショートカットで、王冠を模したアクセサリーがトレードマークのウマ娘。愛称は「オペ」や「オペラオー」。ルームメイトはビワハヤヒデ。
一人称は「ボク」。「世界最強・最速にして、最高の美貌を持つ天才ウマ娘」を自称する、いわゆるナルシスト。ただしそれを称するだけの実力は十二分に持ち合わせており、オペラを題材にした厳しいトレーニングに励んでいる。「世紀末覇王」を目標としており、レースで大勝することで観客に勇気と希望を与えることを目指している。
気弱なメイショウドトウのことを気にかけており、併走に付き合うこともある。また、フジキセキをライバル視する描写がある。
ROAD TO THE TOP
メインキャラクターの一人。演劇になぞらえたセリフ回しや自信に満ち溢れた態度はゲームと同じ。皐月賞に間に合わせるために体中を痛めつけながらも未勝利戦から過酷なローテーションを自らに課して勝ち上がり、クラシック戦線においてナリタトップロードとアドマイヤベガに並び立つ強大なライバルとなる。

ナリタブライアン
声 - 相坂優歌 → 衣川里佳
トレセン学園生徒会副会長・会計を兼任するウマ娘。黒鹿毛で、後ろ髪を橙と白の紐でくくり、鼻先に白い絆創膏をつけている。肉類が大好物だが、その反面野菜類は苦手（にんじんは例外）。愛称は「ブライアン」。ルームメイトはタニノギムレット。
寡黙だが、内心には走ることに対しての強い情熱を秘めている。姉のビワハヤヒデをライバルとして強く意識している。ぶっきらぼうで無愛想だが、シンボリルドルフ曰く「面倒見はいい」らしい。
メインストーリー
第1部第4章の主人公。別のチームでデビューしたが5戦2勝と伸び悩み、自分とトレーナーとのレース出走方針の相違からチームを離脱。チーム選抜レースに参加したところをトレーナーの目に留まり、チーム〈シリウス〉に加入する。

シンボリルドルフ
声 - 田所あずさ
トレセン学園生徒会会長を務める、鹿毛のロングヘアーと前髪の白いメッシュが特徴的なウマ娘。愛称は「ルドルフ」。トレセン学園の生徒の多くは「会長（カイチョー）」と呼んでいる。幼い頃は「ルナ」と呼ばれていた。
生まれついての圧倒的な貫禄と実力から「皇帝」と称され、尊敬と畏怖の念を抱かれている。本人もそのことで自信を得ている一方、他のウマ娘を無意識のうちに萎縮させてしまい、気軽に関わることができない存在として扱われることには辛さも感じている。相手と親しくなろうという思いからダジャレを研究しているが、その出来は寒いものが多く、しばしば聞き手を困惑させてしまう。

エアグルーヴ
声 - 青木瑠璃子
トレセン学園生徒会副会長で、シンボリルドルフの側近を務めるウマ娘。彼女のダジャレを理解出来ない事で悩むこともある。髪型は灰色がかった鹿毛のワンレングスボブ。ルームメイトはファインモーション。
かつてオークスを制した競走ウマ娘を母に持つ。「女帝」として他のウマ娘の理想となる存在を目指しており、自分だけでなく後輩のウマ娘のトレーニングも管理するなど非常に多忙。
トレーナー界隈でも知名度が高く、選抜レース前から担当トレーナーが決定していた。トレーナーに対して常に対等な口調で厳しく接し、自主性を蔑ろにする者とは容赦なく契約を打ち切っている。 
STARTING GATE!
シンボリルドルフの指示で、美浦寮への移籍を希望するサイレンススズカの相手として、模擬レースで勝負をする。

アグネスデジタル
声 - 鈴木みのり
ピンク色に近い栗毛をサイドテールにし、頭頂部には大きなリボンを付けているウマ娘。愛称は「デジタル」で、自分から「デジたん」と名乗ることもある。ルームメイトはアグネスタキオン。
芝・ダートを問わず高い実力を発揮する「オールラウンダー」。自分以外のウマ娘を「ウマ娘ちゃん」と呼び、推しウマ娘のウイニングライブには最前列でコールを送り、ウマ娘を題材にした同人誌を作るほどのウマ娘オタク。会話の節々にオタク用語やスラングを用いる独特な口調で話す。
「（レースに参加することで）ウマ娘を最も近くで眺めたい」という理由でトレセン学園に入学しているが、芝かダートかを選べず適当な理由をつけてデビューを先延ばしにしてきた。その後、「両方に出走する」ということで決心がつき、プレイヤーのトレーナーの担当となる。
INSIDEが2021年7月に実施した「実装して欲しい育成ウマ娘」と題した読者アンケートでは9位だった。

セイウンスカイ
声 - 鬼頭明里
芦毛に近い薄緑の髪をショートカットにしているウマ娘。右耳に薄緑色のカバーをつけている。愛称は「セイちゃん」や「スカイ」で、前者は自称することもある。ルームメイトはサクラローレル。
レースでは負けず嫌いだが、それ以外は軒並みマイペースかつ面倒臭がりで、レースのために移動する際も自由行動のことばかり考えている。授業も平気でサボっており、しばしば趣味である釣りに出かけている。ニシノフラワーと仲が良い。
アニメ！アニメ！が実施した「2022年推したいウマ娘」と題した人気投票では6位。

タマモクロス
声 - 大空直美
八重歯と青い球体型の髪飾りと赤のチェックが入った青色のカチューシャがトレードマークのウマ娘。芦毛を長く伸ばしている。愛称は「タマ」や「タマモ」。ルームメイトはオグリキャップ。
一人称は「ウチ」。小柄な体格で、常に関西弁で話す。オグリキャップとはライバルであり、親友でもある。後輩のオグリキャップやスーパークリークに慕われており、彼女たちの天然ボケに対して常にツッコミを入れている。
実家が肉を買う金もなかったために代用食としてはんぺんを使うほど貧しく、両親も共働きで、親や幼い弟・妹にトゥインクル・シリーズの賞金で楽をさせてやりたいと思っている。そのため勝利への執着心は凄まじいが、その思いが強すぎるがゆえに走りに悪影響を与えてしまっている。また少食かつ小柄なために身体を強くできず、デビュー前のレースでは当たり負けしてしまい、なかなか勝利できずにいる。
アニメ！アニメ！が実施した「2022年推したいウマ娘」と題した人気投票では1位。INSIDEが2021年7月に実施した「実装して欲しい育成ウマ娘」と題した読者アンケートでは2位だった。

ファインモーション
声 - 橋本ちなみ
ブロンズに近い鹿毛で、前髪の中央部に白のメッシュが入るウマ娘。また、髪飾りや勝負服の手袋などに三つ葉のクローバーの意匠が取り入れられている。愛称は「ファイン」。ルームメイトはエアグルーヴ。
アイルランドの王家出身のウマ娘。周囲には常にSP隊が配備されるなど、非常に高貴な存在として扱われている。王家の一員としての安全を確保するために、ウマ娘でありながら全力疾走することすらも禁じられていたが、彼女自身は胸の奥で走る楽しさを感じたいと思っている。トレセン学園においても最初はあくまで交流目的の遊学扱いだったが、トレーナー（プレイヤー）が彼女に対する全ての責任を負い、父親に言い渡された「輝く娘の姿を見せる」という条件をクリアしたことで、レースへの参加が可能となる。
エアシャカールと仲が良く、共に行動することも多い。ラーメンが大好物。

ビワハヤヒデ
声 - 近藤唯
緩くウェーブのかかった芦毛のロングヘアーとアンダーリムの赤縁眼鏡が特徴のウマ娘。愛称は「ハヤヒデ」。ルームメイトはテイエムオペラオー。
ナリタブライアンの姉。いつも注目を集める妹に対してしばしば劣等感を感じている。理論派で落ち着いた性格ゆえ、言葉遣いがやや硬くなりがち。クラスメイトのナリタタイシン・ウイニングチケットとは親友で、3人で行動することが多く、3人の頭文字を取って「BNW」と総称されている。
髪の白さと毛量の多さとで頭部が大きく見えてしまうことを気にしており、「頭一つ飛び抜けている」や「顔が広い」といった褒め言葉ですらも「頭が大きい」という悪口に聞こえるほど、過敏かつ過剰に反応している。 好物はバナナ。
メインストーリー
チーム〈シリウス〉に所属するウイニングチケットとナリタブライアンのことを常に気に掛けており、〈シリウス〉のトレーナーを厚く信頼している。有馬記念でブライアンと対戦することを待ち望んでいる。

マヤノトップガン
声 - 今村彩夏 → 星谷美緒
橙色に近い栗毛の髪を長く伸ばしている、天真爛漫で元気なウマ娘。「オトナのオンナ」や「キラキラ」に憧れている。一人称は「マヤ」（時折「アタシ」）で、周囲からの呼称は主に「マヤノ」。ルームメイトはトウカイテイオー。
非常に器用で、どんな走り方やテクニックなども「わかる」など、天才的な素養を持つ。甘えん坊気質で気分屋でもあり、周りを振り回すのが得意。しかし何でもすぐに理解できてしまうため、飽きっぽいのが欠点でもある。
父親がパイロットであり、その影響で飛行機が好き。落ち込んだ時などは空港で飛行機を眺めていることがある。「アイ・コピー」や「ユー・コピー？」などの無線用語も好んで多用する。

マンハッタンカフェ
声 - 小倉唯
青鹿毛を長く伸ばしたウマ娘。前髪は顔が隠れそうになるほどの長さで、アホ毛だけが白くなっている。愛称は「カフェ」。ルームメイトはユキノビジン。
霊的な存在である「お友だち」のウマ娘に憧れており、彼女に追いつくために夜な夜な併走トレーニングをしている。しかし「お友だち」自体はマンハッタンカフェ本人にしか見えないため、周囲には不気味がられている。
穏やかな性格で後輩への面倒見も良いが、いつも自分を実験台にするアグネスタキオンに対してだけは「お友だち」共々手厳しい態度を取る。
アニメ！アニメ！が実施した「2022年推したいウマ娘」と題した人気投票では4位。INSIDEが実施した「あなたが好きな育成ウマ娘は？」と題したプレイヤーアンケートでは10位。INSIDEが2021年7月に実施した「実装して欲しい育成ウマ娘」と題した読者アンケートでは6位だった。

ミホノブルボン
声 - 長谷川育美
栗毛のロングヘアーに硬質な白い髪飾りのついたカチューシャが特徴のウマ娘。愛称は「ブルボン」。ルームメイトはニシノフラワー。
圧倒的な練習量をストイックにこなす努力の天才。機械のような言動をし、表情を変えずに淡々と練習を行うことから、学園内では「サイボーグなのでは」と噂される。トレーナーのことは「マスター」と呼ぶ。
本来は短距離レースに適性があるが、クラシック三冠を目標と（本人曰く「設定」）しており、そのためのスタミナトレーニングを行っている。父親は元トレーナーで、クラシック三冠は彼が現役時代に成しえなかった夢であるため、その意志を継いでいる。

メジロライアン
声 - 土師亜文
頭頂部だけが白い鹿毛のベリーショートヘアが特徴の、メジロ家のウマ娘。愛称は「ライアン」。ルームメイトはアイネスフウジン。
無類のトレーニング好きで、筋肉のパンプアップに余念がない。可愛い服や乙女チックな少女漫画なども好んでいるが、「自分には似合わない」として尻込みすることも少なくない。
幼い頃からクラシック競走制覇を期待されており、自身も目標として執念を燃やしている。メジロマックイーンとは幼馴染でだが、メジロ家を背負うマックイーンに対しては尊敬と引け目を感じている。
SRサポートカード「鼓動が速まるクールダウン」は「トレーニングのあいだの休憩している雰囲気」がテーマとなっている。

ヒシアケボノ
声 - 松嵜麗
中等部ながら身長180cmと、ゲーム中で身長が判明している中では最も長身のウマ娘。固有スキル発動時やGI優勝時などで、その身体の大きさを強調する演出が多くなされている。黒鹿毛を白いリボンでツインテールにしている。ルームメイトはビコーペガサス。
いつも笑顔を絶やさない温厚な性格。食に大きな魅力と興味を感じており、食材集め・調理・実食のすべてが大好き。口癖は「ボーノ」。
幼い頃に見た力士の姿に魅了されたことで競走ウマ娘を目指した。「トレセン学園は相撲部屋」とも発言しており、相手と全力でぶつかり合うことを第一に考えている。

ユキノビジン
声 - 山本希望
岩手出身のウマ娘。栗毛のボブカットで、耳カバーと一体化した白いヘアバンドを付けている。愛称は「ユキノ」や「ユキっぺ」。ルームメイトはマンハッタンカフェ。
口調に訛りがあり、しばしば方言を交えて話す。ゴールドシチーに強く憧れ「シチーガール」を目指しており、その影響で都会の文化への興味も強い。

ライスシャワー
声 - 石見舞菜香
青いバラの付いた小さな紺のミニハットがトレードマークの小柄なウマ娘。黒鹿毛の外ハネロングヘアで、右目が前髪で隠れている。一人称及び愛称は「ライス」。ルームメイトはゼンノロブロイ。
素直で純真無垢だが、内向的な性格。不運に見舞われることが多く、またそれによる被害がしばしば周囲の他者にも及ぶことを自分のせいだと思い込んでしまい、それが原因で自信が持てず遠慮がちなことが多い。しかし勝利への情熱は常に持っており、熱心にトレーニングに取り組んでいる。
育成シナリオ上では、自分のトレーナーを自身の愛読する絵本の登場人物になぞらえ、トレーナーが男性の場合は「お兄さま」、女性の場合は「お姉さま」と呼んでいる。
好物はリンゴ。小柄だが健啖家でもある。
アニメ！アニメ！が実施した「2022年推したいウマ娘」と題した人気投票では2位。INSIDEが実施した「あなたが好きな育成ウマ娘は？」と題したプレイヤーアンケートでは1位。
メインストーリー
第1部第2章の主人公。チーム〈シリウス〉のトレーナーがスカウトしたウマ娘のひとりで、チームのエースに成長したメジロマックイーンの背中を見て練習に励み、クラシック戦線でミホノブルボンと相対する。

アイネスフウジン
声 - 嶺内ともみ → 長江里加
黒鹿毛のロングヘアを左耳側でサイドテールにし、サンバイザーを被っているウマ娘。運動好き。語尾に「～なの」と付けるのが口癖。愛称は「アイネス」や「フーちゃん」。ルームメイトはメジロライアン。
あまり裕福でない家に生まれ、体の弱い母親を支えるために、アルバイトをして家計の手助けをしている苦学生。率先して買い出しに出かける姿も描かれている。年の離れた双子の妹が2人おり、面倒見が良くお姉さん気質の持ち主。

アグネスタキオン
声 - 上坂すみれ
栗毛のショートヘアで、マッドサイエンティスト気質のウマ娘。愛称は「タキオン」。ルームメイトはアグネスデジタル。
ウマ娘としての可能性を研究するためにトレセン学園へとやってきた。自らの肉体改造（ただし、ドーピングについては「ドーピング程白けるものはない」として激しく嫌悪している）をはじめとした「実験」などを優先しており、授業や練習に顔を出すことは多くない。
トレーナーのことを「被検体（モルモット）」として扱う。紅茶好きでよく振る舞っているが、なぜか蛍光色のうえ試験管に入っているため警戒される。研究に余念がない一方、私生活には無頓着で、食事などの世話はトレーナーに任せっきりである。
メインストーリー
サイレンススズカの走りに興味を持ち、チーム〈シリウス〉のトレーナーを半ば誘拐する形でその実力を問いただす。同時に、スズカの速さに危うさを感じ、〈シリウス〉のトレーナーに忠告と助言を与える。

アドマイヤベガ
声 - 咲々木瞳
鹿毛の長髪を後ろでひとつにまとめたウマ娘。右耳に青いカバーをつけている。愛称は「アヤベ」。ルームメイトはカレンチャン。
本来は双子で生まれるはずだったが妹は死産であったため、彼女の代わりにレースで勝利することに強い使命と責任を感じている。しかしその思いが強すぎるあまり、オーバーワークやレース中の反則を招いている面もある。
周囲からの誘いを何かと理由をつけて断るなど、壁を作り一人でいることが多い。テイエムオペラオーにはよく絡まれてしまうため、敬遠している。
夜空の観察を安らぎの時間としており、育成中のイベントにはプラネタリウムで休息を得るというものもある。ふわふわしたものが大好きで、自前の布団乾燥機を愛用している。
SRサポートカード「一等星を目指して」ではライバルであるテイエムオペラオーをストイックに研究する姿が描かれており、普段は無表情な彼女が険しい表情になっている。
INSIDEが2021年7月に実施した「実装して欲しい育成ウマ娘」と題した読者アンケートでは10位だった。
ROAD TO THE TOP
メインキャラクターの一人。一瞬の切れ味鋭い末脚を武器に、早くからクラシック候補として頭角を現す。クラシック戦線における、ナリタトップロードの最大のライバルの一人。
日本ダービー勝利後足の痛みに悩まされる上、ライバル達とのレースを楽しんでしまったと感じて罪悪感を抱く。さらに夢の中で「お姉ちゃんの脚は菊花賞までしか持たない運命」と妹に告げられたことで、「この痛みは自分が妹の存在を蔑ろにした罰」と確信し自暴自棄に陥ってしまう。だが菊花賞のレース中に限界を迎えようとした時再び妹が現れ、「私も走れるのが楽しかった」「お姉ちゃんの運命は私が持っていく」と言い残し消滅。同時に自分をライバルとして見てくれていたナリタトップロードの言葉を思い出し、6着に終わるも「これからも頑張るから見守ってほしい」と晴れやかな笑顔を取り戻した。

イナリワン
声 - 井上遥乃
江戸っ子を自称する小柄で快活なウマ娘。鹿毛のツインテールで、狐の面を右耳側につけている。愛称は「イナリ」。ルームメイトはツインターボ。
元は大井レース場で活躍していたが、オグリキャップやスーパークリークの走りを見て闘争心に火が付き、トレセン学園へ転入した。オグリキャップ・スーパークリークとは共に「永世三強」と呼ばれる好敵手で、タマモクロスとはよく喧嘩する間柄。
育成シナリオ上では、トレーナーが男性の場合は「ダンナ」、女性の場合は「アネゴ」と呼ぶ。

ウイニングチケット
声 - 渡部優衣
黒鹿毛の外ハネショートボブのウマ娘。愛称は「チケット」や「チケゾー」。ルームメイトはトーセンジョーダン。
明朗快活で感受性豊かな性格で、何事にも「全力」である。緊張すると蕁麻疹を発症したり、少しのことで感動して大泣きしたりしてしまう一面もある。
メインストーリー
第1部第3章の主人公。日本ダービーに対して非常に強い想いを持っており、その思いに共感した〈シリウス〉のトレーナーにスカウトされて〈シリウス〉に入り、ダービー制覇を目指す。

エアシャカール
声 - 津田美波
撥ねた黒鹿毛が特徴的なウマ娘。左の眉の上にシールピアスを付けている。愛称は「シャカール」。一人称は「オレ」。ルームメイトはメイショウドトウ。
常にラップトップを持ち歩いている。データ分析を重要視する頭脳派で、自分の学習や研究を第一に考えている。誰に対しても当たりが強く口が悪いが、憎まれ口を叩きつつも面倒見の良い一面も持つ。また、音楽好きという意外な一面も持ち、「!monad」名義で密かにネットリリースした曲が一部で熱狂的なファンを生んでいるという。
鋲尽きの革ジャンを着用するなどパンキッシュでアウトローな印象を与える一方で、勝負服とは全く異なる「サイバー感溢れるテイスト」な私服は話題となった。ライターの草野虹はこうした非常に派手な勝負服や私服は「自分はココにいる、そしてスゴイのだ」という自己主張の強さ・激しさの表れなのかもしれないと述べている。

エイシンフラッシュ
声 - 藤野彩水
黒鹿毛をボブカットにしている、ドイツ出身のウマ娘。愛称は「フラッシュ」。ルームメイトはスマートファルコン。
スケジュール管理を秒単位で行うほど真面目で几帳面だが、想定外のトラブルには弱い。両親はドイツでケーキ店を営むマイスターで、本人も菓子作りが趣味。父親の「（菓子作りは）たった1gの誤差が全てを狂わせる」という教えが、現在の性格を育んだ一因となっている。
元競走ウマ娘を母に持ち、自分も同様にレースで活躍し、引退後は家業を継ぐという計画を立てている。「偉大な先輩」としてミスターシービーを慕っている。
アニメ！アニメ！が実施した「2022年推したいウマ娘」と題した人気投票では7位。INSIDEが実施した「あなたが好きな育成ウマ娘は？」と題したプレイヤーアンケートでは10位。INSIDEが2021年7月に実施した「実装して欲しい育成ウマ娘」と題した読者アンケートでは1位だった。

カレンチャン
声 - 篠原侑
ベージュに近い芦毛をショートカットにした、甘え上手な小悪魔妹系ウマ娘。一人称及び愛称は「カレン」。ルームメイトはアドマイヤベガ。
インターネット上では「Curren」の名前で通っており、自撮りを投稿しているSNS「ウマスタグラム」では300万人のフォロワーを持つ。「カワイイ」を追求しており、あらゆる物事において「カワイイ」を基準として行動する。トレーナーのことは男性の場合「お兄ちゃん」、女性の場合「お姉ちゃん」と呼ぶ。
INSIDEが実施した「あなたが好きな育成ウマ娘は？」と題したプレイヤーアンケートでは9位。

カワカミプリンセス
声 - 高橋花林
鹿毛のロングヘアで、左右対称の整った富士額が特徴的なウマ娘。愛称は「カワカミ」。ルームメイトはシーキングザパール。
お転婆な元気娘であったが、テレビアニメ『プリンセス☆ファイターズ』（略称は「プリ☆ファイ」）から得た「王子様と手を取り、戦うお姫様」という将来像を元に、庶民からプリンセスを目指している。しかしそのお転婆さと力強さから、よくトレセン学園のあらゆる施設や備品を破壊しており、エアグルーヴの頭を悩ませている。
キングヘイローを慕い、また目標としてもいる。

ゴールドシチー
声 - 香坂さき
金髪に近い栗毛を長く伸ばしているウマ娘。美形が多いとされるウマ娘の中でも屈指の美形であり、「百年に一人の美少女」と評されるほどの美貌の持ち主。愛称は「シチー」。ルームメイトはバンブーメモリー。
競走ウマ娘とモデルとを兼業しており、トレーナーとは別にマネージャー（略称は「マネジ」 / 声 - 福沙奈恵）もつけている。トレセン学園内にもファンが多く、特に「シチーガール」を目指すユキノビジンにとっては憧れの存在である。ゴールドシチーの方もまた、着飾らない自然体の魅力を持つユキノビジンに好感を抱いている。
容姿だけで評価されてしまうことを「お人形（さん）扱い」と称して激しく嫌悪しており、走りや内面で評価されることを望み、目指してもいる。気難しい一面があり不機嫌になりやすく、時々マネージャーと方針をめぐって口論になることもある。

サクラバクシンオー
声 - 三澤紗千香
鹿毛をポニーテールにして金色のカチューシャを付けているほか、桜の花弁のような瞳が特徴のウマ娘。愛称は「バクちゃん」。
クラスでは学級委員長を務めている。正義感が強く、思い込んだら一直線に「バクシン」する猪突猛進な性格。褒めることを家訓とする両親に育てられた影響か自己肯定感が非常に高く、「優等生」を自称するなど自身の優秀さを疑わない。しかし、おっちょこちょいなところがあり、学業成績が芳しくないことを伺わせる様子がしばしば描写される。
学級委員長であることを誇りにしており、日々学内の見回りをしている。ビコーペガサスやキタサンブラックと仲が良く、風紀委員のバンブーメモリーとは行動を共にすることも多い。名門ウマ娘養成クラブ「ヴィクトリー倶楽部」の出身で、サクラチヨノオー・サクラローレル・サクラチトセオーとは同門の幼馴染である。

シーキングザパール
声 - 福原綾香
頭に赤いサングラスを乗せた、鹿毛で長髪のウマ娘。右目に泣きぼくろがある。ルームメイトはカワカミプリンセス。
進歩的な思考の持ち主で、いつも未来に関する理想を述べている。海外を転々としながら育っており、英語はほとんど話せないが、身振り手振りでコミュニケーションを取ることでそれをカバーしている。

シンコウウインディ
声 - 高田憂希
栗毛のボブカットで、頭頂部からたてがみのような毛が立っているウマ娘。一人称及び愛称は「ウインディちゃん」。
高等部だが子供っぽい性格で、「○○（な）のだ」といった威勢のいい口調で話す。悪戯好きかつ寂しがり屋で、構ってもらえないと噛み付いてくるため、よくヒシアマゾンに注意されている。

スイープトウショウ
声 - 杉浦しおり
魔女帽子を被り、鹿毛の後ろ髪を輪状に束ねたウマ娘。愛称は「スイちゃん」。
魔法少女「スイーピー」を自称しており、魔法の練習という名目で周囲に悪戯ばかりしているため、寮長であるフジキセキの悩みの種となっている。
他人から指図されることが大嫌いで、特に父親の言うことは絶対に聞かない。わがままで泣き虫だが友達思いでもあり、落ち込んだ友人のウマ娘がいると励まそうと一生懸命になる。ナリタブライアン同様、にんじん以外の野菜類が苦手。キタサンブラックと仲が良く、時々一緒に行動している。

スーパークリーク
声 - 優木かな
大柄でおっとりとしたお姉さん肌のウマ娘。鹿毛のロングヘアを三つ編みにし、右耳には青いリボンを付けている。愛称は「クリーク」。オグリキャップやタマモクロス、イナリワンとは友人でありライバル。ルームメイトはナリタタイシン。
非常に世話好きで、知り合いの人物は誰でも甘やかしたがる。実家は託児所で、幼い頃から周りの子の面倒を見る、手間のかからないウマ娘だった。
通常はトレーナーが担当ウマ娘をスカウトするが、逆に自らトレーナーを指名してパートナーとなる。親しい他のウマ娘はもとよりトレーナーのことも甘やかしたがり、乳幼児に対するような態度で接する。

スマートファルコン
声 - 大和田仁美
栗毛を菱形模様の入ったリボンでツインテールにまとめているウマ娘。一人称および愛称は「ファル子」。ルームメイトはエイシンフラッシュ。
ウイニングライブに情熱を燃やし、「ウマドル」（ウマ娘アイドル）を自称している。多数の人々に注目され、センターに立つことを目標としている。本来はダートに適性があるが、当初は多くの人の注目を浴びることを重視し自身の適性に合わない芝のレースを走っていたため、芳しい結果を出せないでいた。しかしトレーナーからダートレースの良さを教えられてからは、ダートでも芝のように注目されるよう、ダートレースそのものを盛り上げていくことを考えるようになる。
サイレンススズカとミホノブルボンの3人でユニット「逃げ切りシスターズ」を結成している。アニメ版『うまよん』ではアイネスフウジンとマルゼンスキーが追加メンバーとして加入する。
ライターのギャルソン屋城は、ゲーム「ウマ娘 プリティーダービー」のキャラクター造形の作り込みが細かいと称賛しており、その例としてスマートファルコンを挙げている。冠名「スマート」の勝負服は「桃地に黒のダイヤモンド模様」「袖は黒の一本輪」、スマートファルコンは「赤い頭絡」「バンテージ」を身に着けていたが、本作のスマートファルコンではリボンやスカートの模様が勝負服と同じ「桃地に黒のダイヤモンド」、サスペンダーやソックスなどのワンポイントは赤、頭絡の額部分の赤黒の市松模様は左脚のガーターリングに反映されている。ギャルソン屋城はかわいらしさとモデル再現度を見事に両立していると評した。

ゼンノロブロイ
声 - 照井春佳
黒鹿毛のおさげ髪で、半円形の眼鏡をかけたウマ娘。愛称は「ロブロイ」。ルームメイトはライスシャワー。
読書家かつ図書委員であり、他のウマ娘に本を勧めている様子が多く描写されている（ただし一度話し出すと際限がない）。英雄譚や空想の世界観に浸ることが好きで、自分もその一部となって活躍することを目指している。シンボリクリスエスに憧れており、目標としている。

トーセンジョーダン
声 - 鈴木絵理
ボリュームのある鹿毛のツインテールと派手なネイルが特徴のギャル系ウマ娘。愛称は「ジョーダン」。ルームメイトはウイニングチケット。
生来爪が脆いため、手足のネイルの手入れは毎日欠かさず、入念に行う。とにかくビッグなウマ娘になるためにレースに参加している。
素質はあるものの考えることは苦手で、学業成績も悪く補習や追試の常連。しかし性格そのものは真面目で、自分で決めた目標に対しては愚直に突き進む。
同じくギャル系のダイタクヘリオス・メジロパーマー、互いに裏表なく付き合っているゴールドシチーと仲が良い。またゴールドシップとはお互いを「ヤバい奴」として認識しており、事ある毎に張り合っている。

ナカヤマフェスタ
声 - 下地紫野
いつもニット帽を被っている、アウトローなウマ娘。鹿毛の髪は背中にかかる程度の長さ。愛称は「ナカヤマ」。ルームメイトはシリウスシンボリ。
「勝負師」を自負しており、リスクの大きい危険な賭け事などのスリリングな暮らしを好む。ゴールドシップとよくつるんでいる。

ナリタタイシン
声 - 渡部恵子
鹿毛をショートカットにしている小柄なウマ娘。愛称は「タイシン」。ルームメイトはスーパークリーク。
自分の体格に対する強いコンプレックスがあり、また生まれつき病気がちで故障に悩まれやすい蒲柳の質であることもあってか、周囲に壁を作りがち。つっけんどんな態度を取ることが多く、集団行動や感情表現が苦手で、スマートフォンや携帯ゲーム機で一人遊びをしていることが多い。また、大食いが多いウマ娘の中では例外的な少食でもある。
周囲の者に馬鹿にされていたことを仄めかしており、「見返してやる」ためにレースで勝利を重ねることを目指している。

ニシノフラワー
声 - 河井晴菜
黒鹿毛でおかっぱ頭の小柄なウマ娘。ルームメイトはミホノブルボン。
学業成績が優秀で飛び級で入学しており、しばしば先輩のウマ娘をも感心させる。また、自分で作った弁当の画像をSNSにアップしており、フォロワーがとても多い（通称「お弁当界の妖精（フェアリー）」）。セイウンスカイと親しく、時折行動を共にしている。

ハルウララ
声 - 首藤志奈
桃色の髪と桜の花弁を想起させる瞳を持つウマ娘。一人称及び愛称は「ウララ」。ルームメイトはキングヘイロー。
天真爛漫な性格で、デビュー前の実力こそ周囲のウマ娘にはやや及ばないものの、どれだけ負けてもへこたれないポジティブさを持つ。気立てのいい性格から周囲からも人気があり、トレセン学園の近くの商店街の人々と顔見知り。
ハルウララがんばる!
主人公を務める。他メディアに比べて子供っぽく気まぐれで我儘な性格であるが、調教師の宗石大を始めとして高知の人々に愛されている姿が強調されている。気分屋のためにトレーニングも気が乗らないと行わず、レースでも頑張ってはいるものの結果に固執しないために100戦目の時点でも未勝利だが、馬主たちの愛によって引退することなく走り続けている。体重の増減に敏感ではあるものの、人参とお風呂の後のアイスは絶対にやめられない。

バンブーメモリー
声 - 藍原ことみ
栗毛のショートカットに「夢」と書かれた鉢巻きを巻いているウマ娘。前髪には白いメッシュが入る。竹刀を携えていることもある。ルームメイトはゴールドシチー。
語尾に「～ッス」と付けるのが特徴。風紀委員としてサクラバクシンオーとともに綱紀粛正に努めている。

ビコーペガサス
声 - 田中あいみ
短い鹿毛で、星形の髪飾りをつけた小柄なウマ娘。ルームメイトはヒシアケボノ。
戦隊ヒーローの『キャロットマン』に憧れており、自分もキャロットマンのようなヒーローとなってレースで強敵を倒すことを目指している。自分とは対照的に長身のヒシアケボノと一緒に行動することが多い。

マーベラスサンデー
声 - 三宅麻理恵
大きな髪留めをつけた、黒っぽい栃栗毛をツインテールにしたウマ娘。ルームメイトはナイスネイチャ。
マチカネフクキタルと同様、十文字形の瞳孔を持つ。何かにつけて「マーベラス☆」と叫ぶため、同室のナイスネイチャには「いい目覚まし」と表現されている。マヤノトップガンと仲が良く、よく一緒に行動している。

マチカネフクキタル
声 - 新田ひより
栗色の外ハネの髪に、十文字形の瞳孔が入った眼が特徴的なウマ娘。周囲からの呼称は「フク」や「フクキタル」。ルームメイトはマチカネタンホイザ。
落ち着きがなくお調子者で、運勢向上のための占いとおまじないに心血を注いでいる。実家は神社。開運グッズを日々大量に集めており、他のウマ娘に配ることもある。運が向いていないと感じると途端に弱気になってしまう性格から、モチベーション維持のために開運グッズの買い物依存症にまで陥るが、ウマ娘ストーリーでプレイヤーに矯正される。
自分に日々お告げを下してくれる「シラオキ様」を信仰しており、周囲の人物にも崇拝を勧めている。

ミスターシービー
声 - 天海由梨奈
黒鹿毛の癖のあるロングヘアと白い小さなシルクハット（「CB」の形の飾りがついている）が特徴のウマ娘。両親はトレーナーとその元担当ウマ娘。
自由奔放な性格の持ち主で、その時の気分や感情を行動の指針としている。日常生活だけでなくレースでも自由に楽しく走ることを信条としており、楽しく走れればレースの格式や着順、自身の人気や評価には一切頓着しない。その一方で、自分の信条やレーススタイルは誰が何を言おうとも決して曲げようとしない強情な一面も併せ持つ。入寮はしておらず、一人暮らしをしている。
マルゼンスキーやシンボリルドルフと仲が良く、カツラギエースをよく振り回している。

メイショウドトウ
声 - 和多田美咲
鹿毛のショートヘアで、中央に白いアクセントが入ったウマ娘。いつも耳が垂れ気味で猫背になっている。愛称は「ドトウ」。ルームメイトはエアシャカール。
実力はあるが、内気で引っ込み思案。注意力散漫でドジな面があり、何かにつけてうまくいかずかえって自信を失いがち。それゆえ、常に自信に満ち溢れるテイエムオペラオーを尊敬の対象として見ている。

メジロドーベル
声 - 久保田ひかり
紫がかった鹿毛のロングヘアのウマ娘。メジロ家の他のウマ娘同様に丁寧語を使うが、トレーナーや同格以下の人物に対してはタメ口を使うこともある。愛称は「ドーベル」や「ベルちゃん」。ルームメイトはタイキシャトル。
幼い頃にレース序盤で転倒し大敗してしまった経験から人前に出ることがとても苦手で、練習では力強い走りが出来ても観客がいる本番では集中力を欠いてしまう。特に男性が苦手で、プレイヤーの性別設定によって態度が大きく変わる会話もある。
常に注目を浴びるメジロライアンとは上記の経験以降距離を置いており、メジロブライトと行動をともにしていることが多い。
INSIDEが2021年7月に実施した「実装して欲しい育成ウマ娘」と題した読者アンケートでは7位だった。

ナイスネイチャ
声 - 前田佳織里
赤みがかったボリュームのある鹿毛をツインテールにまとめた、赤と緑の耳カバーが特徴のウマ娘。愛称は「ネイチャ」で、自身もおどけて「ネイチャさん」と呼ぶことがある。ルームメイトはマーベラスサンデー。
「何事もほどほどに」をモットーとしており、過度な期待や賞賛をあまり好まない。勝利に対する強い欲求がある一方、2着や3着に甘んじることも多いため、一度自信を見せてもすぐに保険を掛けるように予防線を張ってしまう卑屈気味な面がある。
実家は商店街のスナックで、商店街の大人たちには「ネイちゃん」と呼ばれ親しまれている。
ツインターボ、マチカネタンホイザ、イクノディクタスの3人と一緒に行動することが多く、ダイタクヘリオスらギャル系ウマ娘とも仲が良い。
アニメ！アニメ！が実施した「2022年推したいウマ娘」と題した人気投票では9位。INSIDEが実施した「あなたが好きな育成ウマ娘は？」と題したプレイヤーアンケートでは7位。
認定NPO法人引退馬協会が行う「引退繁殖馬支援のためのバースデードネーション企画」ではテレビアニメ2期放送とゲームのサービス開始となった2021年度にモデルとなったナイスネイチャ号への支援に約3580万円の金額が集まった。

キングヘイロー
声 - 佐伯伊織
鹿毛のカールロングヘアーで、両耳の青いカバーと緑色の耳飾りが特徴的なウマ娘。愛称は「キング」で、自称することもある。ルームメイトはハルウララ。
高貴な家柄の出身で、母親も競走ウマ娘だった。お嬢様気質でプライドが高く、常に自分が一流であることに強いこだわりを持つ。しかしそのこだわりのあまり向こう見ずな面もあり、自分の実力やルールを度外視して物事を進めようとしてしまうことがある。また、その出自ゆえに母と比べられてしまうことを快く思っていない。レースで勝利した時や絶好調の時など、一流になったと感じると高笑いする。
世話好きな性格で、ハルウララやカワカミプリンセスの面倒をよく見ている。彼女の取り巻きは、キングの人柄に惚れ込んで慕っている。スペシャルウィークやセイウンスカイたちとは親友兼ライバルであり、彼女たちの行動をたしなめることもしばしばある。
アニメ！アニメ！が実施した「2022年推したいウマ娘」と題した人気投票では7位。INSIDEが実施した「あなたが好きな育成ウマ娘は？」と題したプレイヤーアンケートでは10位。
メインストーリー
第2部ではチーム＜アスケラ＞のメンバー。ラインクラフトとシーザリオの先輩で、彼女達からは尊敬されている。

マチカネタンホイザ
声 - 遠野ひかる
右耳側に曲がったメッシュの入った栗毛のウマ娘。青い帽子がトレードマークで、それに右耳を露出させるための穴を開けている。愛称は「マチタン」や「おマチ（さん）」。ルームメイトはマチカネフクキタル。
「何の取り柄もない、ごく普通のウマ娘」であると自認しているが、前向きな性格で、プレッシャーやストレスをほとんど感じない。努力家でもあり、ハードトレーニングをこなし、学習にも熱心に取り組む。その反面ドジを踏みやすいところがあり、特に何かに衝突する事故に見舞われたり、鼻血を出すアクシデントに遭うことも多い。
INSIDEが実施した「あなたが好きな育成ウマ娘は？」と題したプレイヤーアンケートでは4位。INSIDEが2021年7月に実施した「実装して欲しい育成ウマ娘」と題した読者アンケートでは5位だった。

イクノディクタス
声 - 田澤茉純
後髪の一部を三つ編みにした栗毛のボブカットと丸眼鏡が特徴的なウマ娘。愛称は「イクノ」。ルームメイトはメジロマックイーン。
理路整然とした思考の几帳面な性格。故障しないことに最大限の注意を払っており、無茶を（しようと）する姿を見ると無視できない。

メジロパーマー
声 - のぐちゆり
鹿毛で、前髪の一部にメッシュが入るメジロ家のウマ娘。ルームメイトはカツラギエース。
メジロ家に名を連ねてはいるが、丁寧語を使わず常にタメ口を使う庶民的かつフレンドリーな性格で、気が利くために他のウマ娘からよく相談事を持ち掛けられる。愛称は「パーマー」や「パマちん」。
華やかな同期のメジロライアンやメジロマックイーンを陰で引き立てることが自分の役割と思っている節がある。そのためメジロの名に対してコンプレックスを抱いており、そんな自分を変えたいと考えてフリースタイルレースに参加したり、パリピ的な振る舞いをしている。ダイタクヘリオスはパリピとしての師匠であるとともに、非常に親しい友人でもある。
レースでは、前傾姿勢をとらず頭を高く上げた走行フォームが特徴的。

ダイタクヘリオス
声 - 山根綺
どんな時もノリで明るく生きるパリピ系のウマ娘。黒鹿毛を左耳の後ろでまとめ、青色がメッシュとして入っており、両耳に白いカバーをつけている。愛称は「ヘリオス」や「ヘリピ」。ルームメイトはタップダンスシチー。
しばしばギャル語を交えて話す。メジロパーマーとは逃げ友達で、「爆逃げコンビ」と呼ばれている。ダイイチルビーを「お嬢」と呼び積極的に交流しようとしているが、芳しい成果は得られていない。
Sprinters' Story
京都ウマ娘ステークスでダイイチルビーの走りを見てルビーに惹かれるようになり、レースで競い合う夢を抱くようになる。家の責務に囚われていたルビーにレースを楽しむことを説き、マイルチャンピオンシップで自らの走りを見せると宣言する。

ツインターボ
声 - 花井美春
青い髪をツインテールにしているウマ娘。右目は紫色、左目は青色のオッドアイを持つ。一人称及び愛称は「ターボ」。ルームメイトはイナリワン。
素直で聞き分けは良いものの、言動が子供っぽく、思ったことをすぐ口に出してしまうきらいがある。また、あらゆることに全力を注ぎ込み、スタート練習ですら全速力を出している。動画の編集や書道（ただし、誤字が多い）が得意など、器用な一面も持ち合わせている。
INSIDEが2021年7月に実施した「実装して欲しい育成ウマ娘」と題した読者アンケートでは1位だった。
メインストーリー
第1部第4章に登場。有馬記念で圧倒的な逃げを見せるが、コース終盤で力尽き失速。ナリタブライアンをはじめとする他のウマ娘に一斉に追い抜かれてしまう。

サトノダイヤモンド
声 - 立花日菜
資産家「サトノグループ」の令嬢として生まれた、箱入りウマ娘。明るい鹿毛で、前髪中央部に菱形のメッシュが入る。愛称は「ダイヤちゃん」や「サトノ」。ルームメイトはキタサンブラック。
純情可憐でおっとりした性格の持ち主で、世間知らずな言動も少なくないが、芯の強い一面も見せる。家族の夢のためにジンクスを破ることを目標としており、ジンクスを察知するとすぐに挑戦しようとする一面がある。
幼馴染であるキタサンブラックとは小学生からの親友で、ライバルでもある。
育成シナリオ「グランドマスターズ-継ぐ者達へ-」では、同じサトノ家のウマ娘であるサトノクラウンと共に、サトノグループが開発したレーニングサポートAIシステムのVRウマレーター『メガドリームサポーター』をトレセン学園に導入させる。
INSIDEが2021年7月に実施した「実装して欲しい育成ウマ娘」と題した読者アンケートでは8位だった。
2024年8月に実施されたケンタッキーフライドチキンとのコラボレーションについてキタサンブラックとサトノダイヤモンドが紹介する動画がYouTubeにて公開されている。

キタサンブラック
声 - 矢野妃菜喜
ウェーブした黒っぽい鹿毛に白いメッシュの入ったウマ娘。愛称は「キタちゃん」。ルームメイトはサトノダイヤモンド。
有名な演歌歌手を父に持つ。明朗活発かつ人情派で、困った人を見ると放っておけないお人好しな性格。一家そろってお祭り好きで、たまにべらんめえ口調が出ることがある。どんなハードなトレーニングにも耐えられる頑丈な体の持ち主。
幼馴染であるサトノダイヤモンドとは小学生からの親友で、ライバルでもある。トウカイテイオーに憧れており、彼女のようなウマ娘を目指している。
INSIDEが2021年7月に実施した「実装して欲しい育成ウマ娘」と題した読者アンケートでは3位だった。
2024年8月に実施されたケンタッキーフライドチキンとのコラボレーションについてキタサンブラックとサトノダイヤモンドが紹介する動画がYouTubeにて公開されている。

サクラチヨノオー
声 - 野口瑠璃子
左耳に桜の髪飾りをつけたウマ娘。赤茶色に近い鹿毛でボブにした髪は4方向に分かれて伸びている。愛称は「チヨ」や「チヨノオー」。ルームメイトはメジロアルダン。
マルゼンスキーに憧れてトレセン学園に入学し、追いつくために努力している。常に謙遜して話す大人しい性格で、弱気になりがち。
生活知識や格言を記す「チヨノート」を常に携帯しており、その影響で格言の類を好む。

シリウスシンボリ
声 - ファイルーズあい
前髪にメッシュの入った鹿毛で、2つに分かれた後ろ髪が特徴的な、シンボリ家のウマ娘。ルームメイトはナカヤマフェスタ。
世界制覇を目指しており、かなりの自信家。一方、他のウマ娘たちのトレーニングを手伝うなど献身的でカリスマ性も持っており、曲がったことが嫌いな性格もあってか、彼女を慕うウマ娘は少なくない。シンボリルドルフの幼馴染だが、成績や素行が悪く落ちこぼれたウマ娘の扱いなどをめぐってしばしば衝突している。

メジロアルダン
声 - 会沢紗弥
水色の髪を長く伸ばしている、メジロ家のウマ娘。おっとりとした性格で、お嬢様言葉を話す。愛称は「アルダン」。ルームメイトはサクラチヨノオー。
生まれつき身体（特に脚部。硝子にたとえられる）が弱く、トレーニング中の故障で何度も入退院を繰り返しているため、両親からはレース出走に反対されている。本人は綿密な計画を立てて故障の防止に努めているが、成果は捗々しくない。
姉のメジロラモーヌもかつては同様に身体が弱かったが、その後レースで大活躍していることから彼女を目標にしている。
好奇心旺盛で、ダイタクヘリオスのギャル的な振る舞いや図書館の本にある健康法などを実践している。また、サクラチヨノオーと仲が良く、いつも一緒にトレーニングしている。
INSIDEが実施した「あなたが好きな育成ウマ娘は？」と題したプレイヤーアンケートでは6位。

ヤエノムテキ
声 - 日原あゆみ
左耳に風車の髪飾りをつけ、前髪にメッシュが入った栗毛のショートヘアのウマ娘。別名は「武道少女」。愛称は「ヤエノ」。ルームメイトはノーリーズン。
生真面目な性格で、妙な熱の入れ方をするところがあり、時々ズレた感性が露わになる。かわいいものが好きだったり、感動すると涙もろくなる一面もある。
幼少期は自分の力を持て余して手の付けられない暴れ者だったが、「金剛八重垣流」の師範である祖父の指導で、自らの荒々しい力を抑えることができるようになった経歴を持つ。祖父への恩返しをするために、レースでその力を発揮したいと思っている。

ツルマルツヨシ
声 - 青山吉能
黒鹿毛を短髪にまとめたウマ娘。スペシャルウィークたちと同期。愛称は「ツルちゃん」。ルームメイトはメジロブライト。
素質こそ高いものを持つが虚弱体質で、練習しては休養、レースに出ては休養を繰り返している。そのため、シニア級まではまともに走ることができなかったが、走ることへの意欲そのものは非常に高い。トウカイテイオー同様、シンボリルドルフを尊敬している。
ライブイベント“ウマ娘 プリティーダービー 4th EVENT SPECIAL DREAMERS!!”内では「遅れてやってきた秘密兵器」と紹介された。
メインストーリー
第1部最終章に登場。トレーニング中に激しい息切れを起こしてしまうなどの体調不良からデビューが遅れ、京都大賞典で念願の優勝を果たすも、本気でレースに向き合えず大敗したスペシャルウィークに対して怒りを露わにする。しかし天皇賞（秋）のレース前に言い過ぎたことを反省し互いに謝罪、改めて対決に向かう。

メジロブライト
声 - 大西綺華
ボリュームのある鹿毛が特徴の、メジロ家のウマ娘。髪の一部を三つ編みにして横に垂らしている。愛称は「ブライト」。ルームメイトはツルマルツヨシ。
おっとりとした性格で言動もゆったりしているが、努力家の一面もあり、些細なことには動じない大胆不敵さも併せ持つ。
メジロドーベルと仲がよく、メジロライアンを「ライアンお姉さま」と呼んで慕っている。また、トレーナーや他のウマ娘（メジロドーベルを除く）に対しても「～さま」と敬称を付けて呼ぶことが多い。

サクラローレル
声 - 真野美月
栃栗毛のショートヘアと桜の花弁のような瞳が特徴的なウマ娘。愛称は「ローレル」。ルームメイトはセイウンスカイ。
走りは非凡なものを持っているが、脚が弱いために他のウマ娘のようにフルパワーを掛けての走りができない。それでも自らのハンデを苦にしない前向きな頑張り屋で、どんなことでも諦めない。凱旋門賞制覇が夢であり、また同期のナリタブライアンに勝つことが目標。フランス語やフランスの文化に詳しい。
スターブロッサム
主人公。凱旋門賞を獲ると語る姿勢とその走りに感銘を受けた椿にスカウトされてチーム<アルケス>に加入し、自分のトレーナーとなった椿とともに、打倒ナリタブライアンと凱旋門賞制覇という壮大な目標に二人三脚で挑む。ゲーム同様脚部不安を抱えており、デビューはクラシック級の1月までずれ込んでいる。

ナリタトップロード
声 - 中村カンナ
金髪の栗毛をセンター分けにしたウマ娘。愛称は「トップロード」や「トプロ」。ルームメイトはジャングルポケット。
いつも丁寧語で話す優等生で、学級委員長を務める。生真面目な努力家でまっすぐな性格をしている。非常に人望に厚く、クラスメイトや後輩などからとても慕われている。クラスメイトのアドマイヤベガとはライバル関係で、自分に欠ける能力を彼女に見出そうとしている。
平静を失うと語彙力が著しく低下してしまう。
「見映えのする馬体をしていて、実力も高いが同世代のテイエムオペラオーたちには惜敗続き」という史実の要素が限りなく反映されている。デザインについては「胸に紫山形の模様を入れる」などといった、元々の勝負服がわかるようなものにこだわって作られており、色合いについては同じピンクの勝負服を着用しているサクラ軍団とは被らないように設定されている。
ROAD TO THE TOP
主人公。クラシック戦線でテイエムオペラオーやアドマイヤベガと競い合い、幾多の苦悩と挫折を経験しながらも、クラシックの栄誉をその手にするために試行錯誤を繰り返しながら邁進する。

ヤマニンゼファー
声 - 今泉りおな
亜麻色のような鹿毛を左右振り分け髪にしたウマ娘。前髪中央にメッシュが入っている。愛称は「ゼファー」。ルームメイトはカレンブーケドール。
短距離・マイルを得意とし、自らの心情や状態・他のウマ娘の印象などを風にまつわる言葉を用いて表現する。自然をこよなく愛し、誰にでも敬語で話す穏やかな性格。
Sprinters’ Story
ダイタクヘリオスの親友。かつて病気で療養していた経験から、過酷なレース出場を重ねるケイエスミラクルの身を日頃から案じる。

フリオーソ
声 - 西連寺亜希
栗毛のロングヘアを後頭部で結び、青地に白い花柄のバンダナを巻いているウマ娘。右耳に白い耳カバーを付けている。
船橋トレセン学園からの留学生で、入寮せずに一人暮らしをしている。真面目で誠実だが、「打倒中央」を目標に船橋の強さを証明しようとしている。また、その一環として船橋市の名物をアピールすることも多い。

トランセンド
声 - 塚田悠衣
鹿毛のおかっぱで、前髪に縦長の流星が入ったウマ娘。赤縁の眼鏡も着用しているが伊達眼鏡であり、勝負服では外している。愛称は「トラン」。ルームメイトはワンダーアキュート。
「ゾクゾク」を追い求める好奇心旺盛な性格。新しい物、特に最新式ガジェットが好き。情報通で、持ち前のコミュニケーション能力を武器に会話を楽しんでいる。トレーナーのことは「トレちゃん」と呼ぶなど気さくに接する。

ノースフライト
声 - 指出毬亜
明るめの鹿毛をボブカットにして、帽子を被ったウマ娘。愛称は「フーちゃん」。ルームメイトはアストンマーチャン。
お洒落が大好きで、「どんな素材もデザインと着こなし次第で輝く」がモットー。よく学園内の他のウマ娘にファッションアドバイスをしている。サクラバクシンオーとはライバル関係にあり、お互いの実力を認め合っている。

シンボリクリスエス
声 - 春川芽生
黒鹿毛をポニーテールにまとめた、浅黒い肌が特徴のウマ娘。ルームメイトはメジロラモーヌ。
アメリカからの留学生で、時折英語を交えて話す。大柄かつ寡黙で目つきが鋭いため、怖いという印象を周囲に抱かせてしまうが、本人は周りと仲良くなりたいと思っている。タニノギムレットとはライバル関係にある。

タニノギムレット
声 - 松岡美里
赤味がかった鹿毛のショートヘアを持つウマ娘で、右目の眼帯が特徴。愛称は「ギムレット」。ルームメイトはナリタブライアン。
自分の生き様やレース観に独特の考えを持っていることからウオッカからは尊敬のまなざしで見られており、本人もウオッカに運命的なものを感じるとして特に目を掛けている。シンボリクリスエスとはライバル関係にある。一人称は「俺」または「ワタシ」。柵を破壊したがる癖があり、「ヴェルサイユの破壊神」と呼ばれている。

ダイイチルビー
声 - 礒部花凜
黒鹿毛のロングヘアに大きなリボンを付けたウマ娘で、「華麗なる一族」の令嬢。愛称は「ルビー」。ルームメイトはケイエスミラクル。
その家名に相応しい振る舞いを欠かさないが、高貴さのあまり周囲からは敬遠されがち。ダイタクヘリオスからは「お嬢」と呼ばれているが、彼女に対してはつれない対応をしている。
Sprinters’ Story
トリプルティアラでの活躍を注目されていたが、オークスで敗北して期待に応えられなかったことがトラウマとなっている。華麗なる一族の名に相応しい活躍をしなければならないという責任感に縛られていたが、ダイタクヘリオスとの出会いを通して、その考えを改めていくようになる。

メジロラモーヌ
声 - 東山奈央
妖艶な雰囲気を漂わせるメジロ家のウマ娘。青鹿毛のロングヘアを後頭部でシニヨンにしており、流した前髪には白いメッシュが入っている。メジロアルダンの姉で、「メジロの至宝」とも呼ばれている。愛称は「ラモーヌ」。ルームメイトはシンボリクリスエス。
レースへの思いは人一倍で、アルダンを含めた他のウマ娘達にも一切妥協せず、厳しい態度を持って接する。アルダン曰く「走ることを純粋に愛している」とのこと。

アストンマーチャン
声 - 井上ほの花
鹿毛を左耳の後ろで結び、王冠を被ったウマ娘。一人称及び愛称は「マーちゃん」。ルームメイトはノースフライト。
「世界を股にかけるマスコット」になることが夢で、自身を模した「マーちゃん人形」を所持している。この他にもカメラが回っていれば写ろうとしたり、ボイスメモで自分の声を録音したり、といった自己アピールを欠かさない。
実家は病院で、母親は医師。母親の担当してきた患者との交流を通して数多くの生死を目の当たりにしており、その経験に基づく独特の死生観を持つ。ちなみに安心沢刺々美の治療に成功した場合、「母から褒められた時のよう」と感想を語る。
INSIDEが実施した「あなたが好きな育成ウマ娘は？」と題したプレイヤーアンケートでは3位。

サトノクラウン
声 - 鈴代紗弓
黒鹿毛を右耳の下でサイドテールにしたウマ娘。愛称は「クラちゃん」。ルームメイトはドゥラメンテ。
サトノダイヤモンド同様サトノ家のウマ娘で、トレセン学園入学を機に単身香港から帰国した。その影響もあり英語や広東語を交えて喋る。逆境になればなるほど燃え上がる勝ち気で大胆な性格で、どんなことも柔軟にこなせる。

シュヴァルグラン
声 - 夏吉ゆうこ
栗毛のボブカットに白いメッシュが一房入り、大きな水兵帽を被ったウマ娘。一人称は「僕」。愛称は「シュヴァル」（ヴィブロスからは「シュヴァち」）。ルームメイトはウインバリアシオン。
内気で引っ込み思案、人見知りな性格。ヴィルシーナの妹でヴィブロスの姉だが、明るい性格の2人にはコンプレックスを抱いている。趣味は釣り。

ヴィルシーナ
声 - 奥野香耶
ストレートの長髪で、前髪中央に菱形のメッシュが入った青毛のウマ娘。ルームメイトはホッコータルマエ。
三姉妹の長姉で、シュヴァルグランとヴィブロスを妹に持つ。裕福な家庭のお嬢様で実力もあるが、何故か2という数字に因縁があり、なかなか勝ちきれない苦労人でもある。ジェンティルドンナをライバル視している。

ヴィブロス
声 - 伊藤彩沙
青毛のツインテールにリボンを巻いているウマ娘。ルームメイトはエアメサイア。
ヴィルシーナとシュヴァルグランの妹で、それぞれ「お姉ちゃん」「シュヴァち」と呼んでいる。甘えん坊で自分の可愛さを理解している小悪魔系。海外旅行が好きで、かつて訪れたことがあるドバイのセレブな生活に憧れている。

ケイエスミラクル
声 - 佐藤日向
水色のショートヘアと黄色の耳カバーが特徴的なウマ娘。愛称は「ミラクル」や「ケイちゃん」。ルームメイトはダイイチルビー。
一人称は「おれ」で、敬語で話す。幼い頃は体が弱く、二度に亘り生死の境をさまよった経験があり、「助けてくれた人たちの恩に報いたい」と考えている。ダイイチルビーとは懇意にしている間柄。ピアノが得意で、かつて入院していた病院でよく子供達に弾き語りを披露している。
Sprinters’ Story
夏のレースで次々にレコードを更新し、頭角を現していく。かつては走ることも困難だった自分を治療してくれた人々への恩返しがまだできていないと思い悩み、ダイイチルビーやヤマニンゼファーの心配を振り切り、体に過度の負担を掛けながらレースへの出走を重ねる。

ジャングルポケット
声 - 藤本侑里
前髪に斜めに白いメッシュが入った鹿毛のウマ娘。愛称は「ポッケ」。ルームメイトはナリタトップロード。
一人称は「俺」で、荒々しい言動が特徴。声が大きく、テンションが上がると大声で叫ぶことも多い。ガサツな一方でパフェなどのスイーツ類に目がない、ガーリーファッションを好むといった一面もある。
かつてはフリースタイルレースで不良ウマ娘を束ねていたが、フジキセキの走りに魅せられてトレセン学園へ入学した。そのため、フジキセキを今なお強く尊敬している。

ノーリーズン
声 - 河野ひより
2つ結びにした鹿毛のロングヘアをリング状に束ね、赤い鉢巻を巻いているウマ娘。ルームメイトはヤエノムテキ。
一人称は「ワシ」で、古風な口調で喋る。戦国武将気取りで「天下人になる」という野望を抱いている策士家だが、時々ドジをしてしまうこともある。片付けが出来ない、「天下統一」と書かれたタンクトップが私服であるなど私生活はだらしなく、ヤエノムテキに苦言を呈されている。コーラが大好き。

コパノリッキー
声 - 稲垣好
セミロングのウェーブが掛かった栗毛で、側頭部でお団子にまとめた髪が特徴のウマ娘。前髪にメッシュが入る。愛称は「リッキー」。ルームメイトはエスポワールシチー。
幼いころから風水を学問として勉強しており非常に造詣が深く、日常生活はもとよりトレーニングやレースにも風水を取り入れている。あまりメジャーとは言えない風水を世間に広め、風水でみんなを幸せにすることが夢。しばしば「コパ」の語を間投詞的に用いている。
ダートコースを得意としており、ホッコータルマエ・ワンダーアキュートとライバル関係にある。父親は建築家で、彼もまた風水に精通している。

ホッコータルマエ
声 - 菊池紗矢香
長い鹿毛を左右に振り分け、三つ編みにしたウマ娘。白いベレー帽を被っている。愛称は「タルマエ」。ルームメイトはヴィルシーナ。
ウマ娘としてレースに出走する傍ら、故郷の苫小牧市のことを世間に広めるために「とまこまい観光大使」として、苫小牧市のロコドルの活動を並行して行っている。一方でオンオフを切り替えるタイプでもあり、ロコドル活動中は北海道弁で話すが、それ以外の場ではほとんど標準語を使って話す。
非常に真面目で几帳面な性格をしており、愛する苫小牧のためならどんな努力も惜しまないが、苫小牧に対する強い思いが逆に無意識にプレッシャーとなってしまうこともある。好物はハスカップ。
スマートファルコン・ワンダーアキュート・コパノリッキーとは同じダートを主戦場とするライバル。特にコパノリッキーと仲がいいが、彼女の実力は認めつつも風水は信じておらず、彼女の風水に基づく提案や助言には辟易している。
通常版衣装の固有スキル「かがやけ☆とまこまい」の演出では苫小牧市のマスコットキャラクターであるとまチョップが、水着版衣装の固有スキル「とびだせ☆ポッピングシェル」の演出では苫小牧市の貝イメージマスコットであるホッキー君が友情出演している。
INSIDEが実施した「あなたが好きな育成ウマ娘は？」と題したプレイヤーアンケートでは5位。

ワンダーアキュート
声  - 須藤叶希
外側に跳ねた銀髪に近い灰色のロングヘアを持つウマ娘。愛称は「アキュート」。ルームメイトはトランセンド。
他のトレセン学園在籍のウマ娘と同年代のはずだが、非常におっとりとした物腰と独特の語り口から年配者のような雰囲気を醸し出している。困っている人を見ると放っておけない性格で、そのためならとことんまで自分を追い込むことも厭わない。スマートファルコン・ホッコータルマエ・コパノリッキーとは同じダートを得意とするライバルであり、親友でもある。
実家はボクシングジムで、父親は元ボクサー。

サウンズオブアース
声 - MAKIKO
黒鹿毛のロングヘアを後ろでまとめ、右耳にト音記号の模様と羽根飾りが付いた黒いカバーを付けているウマ娘。愛称は「アース」。
音楽を愛する芸術家気質で、ヴァイオリンなどの楽器を持ち歩いて演奏するのが得意。音楽用語を取り入れた台詞が多く、勝負服も譜面や音楽記号をあしらったデザインが特徴。好きな花はハナミズキ。

カツラギエース
声 - 藤原夏海
黒鹿毛の髪をポニーテールにまとめ、白い耳カバーと赤いワタリを付けたウマ娘。ルームメイトはメジロパーマー。
常識に囚われない走りをするミスターシービーに憧れを抱いており、彼女をライバル視しつつ仲の良い親友としても振る舞っている。
実家は田舎の農家で、自身もトレセン学園内の敷地を借りて畑を作り野菜を育てている。幼い頃は周囲にトレーニングの設備が無かったことから、固定観念や閉塞的な空気を打ち破ろうとしている。

ネオユニヴァース
声 - 白石晴香
金髪のロングヘアに水色のインナーカラーが特徴的なウマ娘。愛称は「ユニヴァース」。ルームメイトはスティルインラブ。
頭脳明晰で成績優秀だが、略語（アルファベット4文字が多い）や宇宙関連の用語などを交えた非常に難解かつ独特な口調で喋る。一人称は「ネオユニヴァース」もしくは「『わたし』」で、単語によく二重鉤括弧やダブルクォーテーションが混じる。
スクリプトチームのリーダー・マサキによれば、他のウマ娘たちとの会話時にも「腕を上げながら宇宙と交信しているようなモーション」を行うことから、「腕を上げているだけで面白い」という声があったことを明かしており、トレーナーから反響が大きかった事例として挙げている。

ヒシミラクル
声 - 春日さくら
芦毛のボブカットに白と青の耳カバーを付けたウマ娘。愛称は「ミラ子」。ルームメイトはダンツフレーム。
おっとりとしたのんびり屋で、「普通のウマ娘」を自称している。ナリタトップロード・シンボリクリスエス・タニノギムレットとは同級生だが、自身の乏しい競争意識から彼女たちには劣等感に近いものを抱いている。プールを見ただけで嫌がり逃げ出すほど水泳が大の苦手。

タップダンスシチー
声 - 篠田みなみ
ウェーブがかかった鹿毛のボブカットの一部を赤と青に染めた上で三つ編みにし、右耳に金の鯱を模った耳飾りを付けたウマ娘。愛称は「タップ」。ルームメイトはダイタクヘリオス。
アメリカ出身。ジャパンカップを優勝したカツラギエースの走りを見て感銘を受け、その日のうちに生まれ育ったアメリカから来日してトレセン学園に入学した行動派。大金や名声のために走ると豪語して憚らない野心家だが、自身のロマンを叶えることを願っている。

ドゥラメンテ
声 - 秋奈
赤がかった鹿毛のロングヘアに、前髪にメッシュが入ったウマ娘。愛称は「ドゥラ」。ルームメイトはサトノクラウン。
スポーツ界で活躍したアスリートを数多く輩出したエリート一族の出身。真面目でストイックな性格だが、勝負事となると荒々しい一面を見せる。一方で口数が少なく寡黙な面を持ち、そのせいで誤解されてしまうことも多い他、他者に弱みを見せないようにする余り、時折悩んだり緊張したりもしている。
幼少期から親交のあるエアグルーヴのことは「グル姐」と呼んで慕っている。

ラインクラフト
声 - 小島菜々恵
鹿毛のボブカットで、左耳の側でお団子にしているウマ娘。頭頂部には稲妻型の白いアホ毛がある。愛称は「クラフト」。ルームメイトはシーザリオ。
日向ぼっこが大好きな明るい性格だが、一度決めたことは絶対に変えない頑固さや行動力も持ち合わせている。トリプルティアラに憧れており、自分もティアラ路線で走って先人達から受け取った想いを繋いでいくことを目標としている。
メインストーリー
第2部前編の主人公。高松宮記念を制したキングヘイローに憧れ、チーム＜アスケラ＞のメンバーに加入する。ティアラ路線の強さを証明し、「誰かの憧れになりたい」という考えからトリプルティアラや短距離路線を邁進していく。
第2部後編では＜アスケラ＞の新メンバーとなったフサイチパンドラに憧れられるようになり、オークスで2着に敗れた彼女に対しても「わたしの想いも背負って走ってくれてありがとう」と吐露していた。しかし夏のある日に突如意識を失い、そのまま目覚めなくなってしまう。その後も長らく昏睡状態が続いていたが、アーモンドアイとデアリングタクトが出走したジャパンカップの日にようやく目を覚ますことができた。

シーザリオ
声 - 佐藤榛夏
頭頂部に白いメッシュを巻き付けた青毛のボブカットで、前髪にメッシュが入ったウマ娘。ルームメイトはラインクラフト。
名トレーナーの父と教育熱心な母の影響もあって、後進の育成に興味を抱いている。同室のラインクラフトとは親友でありライバルで、プライベートでは食事やお菓子を作ってあげるなど彼女の世話を焼くことも多い。
オン・オフの切り替えがかなりはっきりしており、性格の二面性が非常に激しい。オンの時は低い声かつ凛々しい口調で喋るしっかり者だが、オフの時は打って変わって優しげの口調で話す。会話している最中に口調が別人のように突如切り替わることも珍しくなく、しばしば周囲を驚かせている。
メインストーリー
第2部中編の主人公。ラインクラフトと同じ理由でチーム＜アスケラ＞に入った。オークス制覇後はアメリカンオークスにも挑戦し見事勝利。しかしその後脚を故障してしまい、レースからの引退とトレセン学園を休学して後進育成に努めることを決めた。

エアメサイア
声 - 根本優奈
黄緑色の髪に黄色と青のヘアピンを付け、オレンジ縁の眼鏡をかけたウマ娘。ルームメイトはヴィブロス。
穏やかで堅実な努力家。そんな自分の殻を破ろうと様々なことに挑戦しては、いつも小さくまとまりがちになってしまう。母親はトリプルティアラ全てで入着するも勝利できなかったため、自身もティアラ路線で活躍することが目標。

フサイチパンドラ
声 - 佳原萌枝
明るい栗毛をシュシュでツインテールにしているウマ娘。愛称は「パンドラ」。ルームメイトはデアリングハート。
生まれた時から周囲に天才と褒められて育ったため、自己肯定感が高い。しかし自分に甘すぎる面もあり、反省会が嫌い。
メインストーリー
第2部中編に登場。ラインクラフトが勝利した阪神ウマ娘ステークスを見て翌日の桜花賞に向けて意気込むも、本番では着外に敗れてしまう。
第2部後編では主人公。チーム＜アスケラ＞に移籍し、ラインクラフトとの交流を通じて彼女に憧れるようになる。その後倒れてしまったラインクラフトとの「何があっても諦めない」という約束を胸に刻み続け、エリザベス女王杯でようやく勝利を収めることができた。

オルフェーヴル
声 - 日笠陽子
金髪に近い栗毛のロングヘアと、真ん中で分けた白い前髪が特徴のウマ娘。愛称は「オルフェ」。ルームメイトはドリームジャーニー。
一人称は「余」。「レース界の王」を自称しており、非常に尊大な性格。その圧倒的な実力とカリスマ性から「暴君」と称され、彼女に魅了された生徒たちも多い。ドリームジャーニーの妹で、彼女のことは「姉上」と呼んでいるなど仲は良好。よく両親から貰った茶葉やコーヒー豆を使い2人で茶会をしている。ジェンティルドンナとは犬猿の仲。

ジェンティルドンナ
声 - 芹澤優
鹿毛を2つに分けた三つ編みにし、顔の横でリング状にしているウマ娘。愛称は「ジェンティル」。ルームメイトはブエナビスタ。
丁寧な口調で話すが「強さこそが正義」と称して憚らず、自他共に一切の甘さを見せない。その強さと優雅さから「貴婦人」と称されている。硬い鉄球を豆粒サイズにまで握り潰せるほどの怪力の持ち主。
実家は資産家で、「最も力のある者に家督を継がせる」という父親の教えのもと幼少期から姉や弟と後継者争いをしてきた。

ウインバリアシオン
声 - 月城日花
赤がかった鹿毛を赤と黒のリボンでお下げにし、紅白の耳カバーを付けたウマ娘。愛称は「シオン」。ルームメイトはシュヴァルグラン。
レースで負けて強い劣等感に苛まれることもあるが、どんなに挫けて落ち込んでも必ず立ち上がることのできる努力家。一人称は「あたし」で、語尾に「～っす」を付けて喋ることもある。
オルフェーヴルに憧れているものの、「ライバルの1人として見てほしい」というある種の憎しみにも近い複雑な感情を抱いている。特に彼女に対する負の感情が爆発すると暴言を吐いてしまうこともある。
父はバレエダンサーで、小さい頃は両親からバレエを教わっていた。

ドリームジャーニー
声 - 吉岡茉祐
鹿毛のロングヘアで、チェーン付きの眼鏡を掛けたウマ娘。愛称は「ジャーニー」。ルームメイトはオルフェーヴル。
同室でもあるオルフェーヴルの姉で、「オル」と呼び気にかけている。トレセン学園では国内外の遠征をバックアップする「遠征支援委員会」の委員長を務めているほか、香水の収集を趣味としている。
普段の口調や物腰こそ丁寧だが、怒ると一切の容赦を見せない。特に家族などといった大切な者を傷付ける相手は「コバエ」呼ばわりして蔑んでおり、どんな手段を使ってでも徹底的に追い込んで心を折らせる。
幼少期にステイゴールドと出会って以来、彼女のことを「アネゴ」と呼んで強く憧れている。また、彼女の語る「旅の果て」に辿り着くことを大きな目標としている。

カルストンライトオ
声 - 望月ゆみこ
黒鹿毛の長髪を真っ直ぐに切り揃え、頭頂部から白いメッシュが一房伸びているウマ娘。黄色の耳カバーを付けている。愛称は「ライトオ」。ルームメイトはデュランダル。
一見すると生真面目でクールだが、思ったことをすぐに口に出すタイプ。直線と自分が最高速で走ることだけを考えており、とにかく愚直で猪突猛進。イメージトレーニングとしてよく脳内で動物との速さ勝負を繰り広げている。猫が大好き。

デュランダル
声 - 野木奏
金髪に近い明るい栗毛を頭の後ろでまとめているウマ娘。ルームメイトはカルストンライトオ。
物語に出てくる騎士に憧れ、騎士道精神と礼節を重んじている。常に礼儀正しく気品ある振る舞いを心掛けているが、レース中に自分で考えた必殺技の名前を叫ぶ、騎士らしく振る舞えたと感じるとつい自己陶酔してしまうといった一面もある。本質的には「忠義を捧げる相手に褒められたい」という強い承認欲求の持ち主で、他人から褒められると非常に喜ぶ。
ライバル兼友人のカルストンライトオとは対照的に鋭く切れるような末脚が持ち味だが、彼女の突飛な言動・行動にはしばしば悩まされている。

バブルガムフェロー
声 - 神谷早矢佳
所々跳ねた鹿毛のロングヘアをハーフアップにしているウマ娘。前髪に白と焦茶色のメッシュが1房ずつ入っている。愛称は「バブル」。ルームメイトはフェノーメノ。
父親が経営するクラブで「四天王」と称されたウマ娘の1人。自身がやると言ったことは必ずやり遂げ、強靭な精神と飲み込みの早さを持っている。エアグルーヴとはライバル関係にある。
お菓子が好きで、特に名前の通り風船ガムを膨らませていることが多い。

フェノーメノ
声 - 日比優理香
黒鹿毛の外ハネロングヘアで、大きな帽子を被ったウマ娘。愛称は「メノ」。ルームメイトはバブルガムフェロー。
一人称は「本官」で、語尾に「であります」を付ける。トレセン学園の風紀委員で、校内パトロールやボランティア活動を行うなど正義感が強い。しかし長身で眼光が鋭いため、子供たちに怖がられてしまうことも多い。奔放なゴールドシップに振り回されており、いつも彼女を追いかけ回している。

グランアレグリア
声 - 夏目妃菜
鹿毛のツインテールで、前髪にメッシュが入ったウマ娘。愛称は「グラン」。
天真爛漫な性格で、バック転ができるなど運動神経も抜群。「ラジオの国会中継を聞いてリラックスする」といったマイルールに則って生活している。
スプリントのスピードと中距離のスタミナを兼ね揃えたマイルレースの可能性を見出しており、レースの距離や物事の程度を全てマイルで換算する口癖がある。マイル界で活躍したタイキシャトルやラインクラフトを尊敬している。

ラヴズオンリーユー
声 - 久保田未夢
所々カールした赤いロングヘアで、右耳側にメッシュが入っているウマ娘。愛称は「ラヴズ」や「ラヴちゃん」。ルームメイトはクロノジェネシス。
ネット上でファンクラブを運営しており、その一環で動画配信活動を行っている。クラブの会員と愛を分かち合うことを目標としている。

クロノジェネシス
声 - 真名瀬日和
芦毛のロングヘアで、前髪にメッシュが入っているウマ娘。愛称は「クロノ」。ルームメイトはラヴズオンリーユー。
歴史に興味があり、その中でもウマ娘とトレーナーが織りなしてきたレース史が好き。レースの結果予想や写真撮影も嗜んでいる。

### サポートカードのみ実装済みのウマ娘
サポートカードのみ実装されているウマ娘。サポートカードイベントで個別のシナリオが展開されるほか、固有の勝負服を着てレースに参加していることもある。
デアリングタクト
声 - 羊宮妃那
茶色がかった青鹿毛を後ろでまとめ、両耳の下に水色と白のリボンをつけているウマ娘。愛称は「タクト」。
自然豊かな田舎出身で、故郷の素晴らしさを証明する夢を持っている。狩猟免許を取得してジビエ料理を作るなどサバイバルスキルにも長けている。先輩のデアリングハートとは山籠もりで修行する仲。
メインストーリー
第1部最終章に登場。メジロラモーヌのようなトリプルティアラのウマ娘を目指している。

エスポワールシチー
声 - 亜咲花
明るい栗毛に黒い髪飾りを多数付けているウマ娘。愛称は「エスポ」。ルームメイトはコパノリッキー。
一人称は「あーし」。気が強く、「指導者」に対して強い反抗心を持っているギャル。自分の強さを示そうとしているが、強気な時に限ってよくコケてしまうのが悩み。かなり口が悪いが、トランセンド曰く根はいい子らしい。

ダンツフレーム
声 - 福嶋晴菜
鹿毛を頭の後ろでまとめ、カチューシャと一体化したピンクの耳カバーを付けたウマ娘。右耳にピンクと緑の格子模様の布を付けているほか、もみあげの先端が白くなっている。愛称は「ダンツ」。ルームメイトはヒシミラクル。
お人好しで流されやすい性格で、同期のアグネスタキオン・ジャングルポケット・マンハッタンカフェにはよく振り回されている。自分に自信はあまりないが、「いつまでも走れればいい」「いつか主役になって輝きたい」と願って努力している。

スティルインラブ
声 - 宮下早紀
前髪にメッシュの入った栗毛のロングヘアの上から、水色の耳カバーが付いた白いベールを被っているウマ娘。髪やベールに赤いリボンを巻き付けている。愛称は「スティル」。ルームメイトはネオユニヴァース。
一見するとお淑やかそうに立ち振る舞っているが、その本性は強者と競って叩きのめすことに愉悦を感じる戦闘狂。本人はこの本能をはしたないと考えており、普段は理性で抑制している。一方で自己主張しないタイプのため影が薄く、相手に気付いてもらえないことも多い。
お菓子が大好きで、コーヒーもあるとより幸せ。

ロイスアンドロイス
声 - 田辺留依
鹿毛を紫色のリボンでまとめ、緑縁の眼鏡をかけているウマ娘。
普段は頑張り屋キャラを演じているが、人々の記憶に残り「最強」となるべく自己演出を欠かさない。実際は頭脳明晰で、他者とキャラが被らないようにファンへのアピール方法を熱心に研究している。

デアリングハート
声 - 希水しお
ウェーブした長めの栃栗毛で、流した前髪に白いメッシュが入っているウマ娘。ルームメイトはフサイチパンドラ。
アメリカ育ちで、度々英語を交えて喋る。目立ちたがりなリーダー気質で、プライドの高さ故に人に弱みを見せたがらない。デアリングタクトのことを良き後輩として気にかけている。

ブエナビスタ
声 - 和泉風花
黒鹿毛のボブカットで、黄色と黒の格子模様のカチューシャを付けたウマ娘。ルームメイトはジェンティルドンナ。
明るく純真無垢な優等生で、周囲からは愛されるタイプ。かつてスペシャルウィークがモンジューを倒したジャパンカップを見て以来、彼女に憧れを抱くようになった。そのためレースを走り、スペシャルウィークのように応援してくれるファンに忘れられない絶景を見せることを目標としている。

ブラストワンピース
声 - 紫月杏朱彩
ボリュームのある鹿毛のロングヘアを、ふわふわした緑色の髪飾りでツインテールにしているウマ娘。愛称は「ブーちゃん」。ルームメイトはアーモンドアイ。
幼い頃は満足に走れず懸命に脚をケアしてもらった経験があるため、人間相手には好意的で人懐っこい。その一環で人間の文化や歴史にも興味を示している。

アーモンドアイ
声 - 石原夏織
明るい鹿毛のセミロングヘアで、大きなリボンが付いた白いカチューシャを付けたウマ娘。愛称は「アイ」。ルームメイトはブラストワンピース。
文武両道な優等生だが大の負けず嫌い。かなりの完璧主義者で、勝つためなら必要以上に無理をし過ぎてしまう点もある。
育成シナリオ「The Twinkle Legends」（条件を満たした場合）にて戦うことができる。

ラッキーライラック
声 - 中島由貴
栗毛のロングヘアを左耳の下でサイドテールにしているウマ娘。愛称は「ララ」。
一人称は「うち」で、京都弁で喋る。常にたおやかな立ち振る舞いを心掛け、憧れているオルフェーヴルのような花形になりたいと考えている。アーモンドアイをライバル視している。

### 三女神
育成シナリオ「グランドマスターズ -継ぐ者達へ-」から登場する、三女神の名前を名乗るウマ娘たち。サトノグループが開発したVRトレーニングシステム「メガドリームサポーター」において、プレイヤーを含むトレーナーやウマ娘を膨大なデータを用いてサポートするAIがウマ娘の姿形をとったもの。そのため、厳密に言えばウマ娘ではなく、三女神そのものとも別の存在である。
サラブレッドの三大始祖をモチーフとしたキャラクターである。
ダーレーアラビアン
声 - 進藤尚美
赤い髪（前髪中央にメッシュ）、緑の眼、浅黒い肌が特徴。一人称は「俺」で、トレーナー（プレイヤー）を「子羊くん」と呼ぶ。
「勇敢」という思考で形成されたAI。イメージカラーは赤。ウマ娘それぞれの個性を尊重している。奔放で無邪気だが、常に冷静沈着。

ゴドルフィンバルブ
声 - 佐藤聡美
青い髪、青緑の眼が特徴。愛称は「シャムちゃん」。
「愛情」という思考で形成されたAI。イメージカラーは青。相手をただ甘やかすだけでなく、時には成長のために試すような言動も行う。猫が好きで、糸目の表情になることも多い。

バイアリーターク
声 - 斎賀みつき
茶色の短髪で、軍服のような衣装を着ており、左目付近に傷痕が走っている。
「規律」という思考で形成されたAI。イメージカラーは黄。厳しい態度を取る軍人気質だが、全ては「ウマ娘のため」という純粋な想いから来るもの。

#### レジェンドウマ娘
育成シナリオ「The Twinkle Legends」から登場する伝説のウマ娘。いずれもトレセン学園のOGで、現在は成人し働いている。
セントライト
声 - 能登麻美子
ウェーブした黒鹿毛のロングヘアで、前髪を真ん中分けにしているウマ娘。
両親はイギリスの貴族で、岩手で生まれ育った。二人称は「卿（けい）」で、時折台詞に英語が混ざる。史上初のクラシック三冠（「三栄冠」と呼んでいる）を達成したウマ娘だが、三冠達成後にすぐ引退してしまった。現在は岩手に帰ってレース事業を支援している。

スピードシンボリ
声 - 沢城みゆき
所々跳ねた黒鹿毛のロングヘアが特徴のウマ娘。愛称は「スーさん」。
一人称は「私」だが、素に戻ると「俺」に変化する。シンボリ家出身で、日本で初めて凱旋門賞に出走した遠征のパイオニア。現在はURAの関係者として海外事業部を管轄しており、多言語に長ける。シンボリ家の親戚たちを気にかけており、シンボリルドルフもまた彼女を尊敬している。

ハイセイコー
声 - 丹下桜
鹿毛のボブカットで、白い耳カバーを付けたウマ娘。
現役時代は地方から無敗のまま中央に移籍したため「怪物チャン」と呼ばれ、最初のレースブームを巻き起こした。引退後の現在も変わらずアイドルとして高い人気を誇っており、スマートファルコンやオグリキャップも彼女のファン。

### その他のウマ娘
実在の競走馬をモデルにしているが、現時点でライバルやNPC、もしくはアプリ内のストーリーにのみ登場するウマ娘。
ビリーヴ
声 - 秋山実咲
鹿毛のショートヘアで、右目にかかる前髪にメッシュが入ったウマ娘。
一人称は「僕」で、確固たる信念を持つ努力家。忍耐力と持続力を持ち合わせ、どんなことも丁寧で完璧にこなすことができる。実はおじいちゃん子らしい。

カレンブーケドール
声 - 小田杏樹
鹿毛のお下げ髪で、前髪に細いメッシュが入ったウマ娘。愛称は「ブーケ」。ルームメイトはヤマニンゼファー。
優しすぎる性格のあまり相手の気持ちを最優先して行動しがち。そのため同世代のウマ娘達の中で埋もれてしまうこともある。花の世話やフラワーアレンジメントを趣味としている。

ステイゴールド
声 - 松田颯水
肩まで伸びたボサボサの鹿毛のウマ娘。ドリームジャーニーから「アネゴ」と呼ばれていることを始め、トレセン学園内でも特に個性的な面々から慕われている。
好奇心が旺盛で、無類の旅好き。 無茶な旅程を組んでは気ままな放浪を始め、長い間帰ってこないことも多い。
発表前の時点でドリームジャーニーのイベントにセリフのみで登場していたが、2025年5月25日の6th LIVE中にビジュアルが公開された。

モンジュー
声 - 櫻庭有紗
フランスで活躍しているウマ娘。
ヴェニュスパークの師匠。育成シナリオ「Reach for the stars プロジェクトL'Arc」（条件を満たした場合）にて戦うことができる。
メインストーリー
第1部最終章に登場。凱旋門賞でエルコンドルパサーに勝利し、その後ジャパンカップにてスペシャルウィークと対決する。アニメ版におけるブロワイエに相当する。

### オリジナルのウマ娘
実在の競走馬をモデルとしない、オリジナルのウマ娘。レース中には650人以上のオリジナルウマ娘が登場しているが、本項目ではシナリオに大きく関わるキャラクターのみを記載する。いずれも育成ウマ娘・サポートカードともに実装されていない（ライトハローのみサポートカードが実装されている）。また、以下のキャラクターと同名の競走馬が登録されているが、これらはゲーム登場以降に登録されたものである。
ハッピーミーク
声 - 吉咲みゆ
育成シナリオ「新設！URAファイナルズ」から登場。白毛に近い銀髪で、花の髪飾りをつけている。寡黙だがレース勝利への情熱は持っており、担当トレーナーである桐生院葵との意見のすれ違いをなかなか言い出せずにいる。

ビターグラッセ
声 - 島田愛野
育成シナリオ「アオハル杯〜輝け、チームの絆〜」から登場。「勝負」が大好きな、怪力自慢のウマ娘。ハードトレーニングを愛するあまり、周囲からは敬遠されている。担当トレーナーは樫本理子。

リトルココン
声 - 白砂沙帆
育成シナリオ「アオハル杯〜輝け、チームの絆〜」から登場。クールで毒舌かつストイックなウマ娘。自分を曲げることが嫌いで、集団行動が苦手。担当トレーナーは樫本理子。

ライトハロー
声 - 植田佳奈
育成シナリオ「つなげ、照らせ、ひかれ。私たちのグランドライブ」から登場するウマ娘で、若手のイベントプロデューサー。レースの勝敗に関係なくすべてのウマ娘にセンターに立って欲しいという思いから、グランドライブの復活を計画する。自身もかつてトレセン学園の生徒だったが、GIへの出走も勝利を挙げることも叶わないまま学園を去っている。

ヴェニュスパーク
声 - 折原日菜
育成シナリオ「Reach for the stars プロジェクトL'Arc」から登場。フランス生まれのウマ娘で、自らが生まれ育った母国フランスを愛している。モンジューのことを幼い頃から「師匠」と呼び慕っている。
才能に満ち溢れた天才で、特にレースにおいてその天賦の才を発揮し、無敗のまま凱旋門賞の舞台に踏み込んだほどの実力者。一方でその才能とは裏腹に私生活は非常にズボラであるようで、たまにそれをモンジューにたしなめられる時もある。

リガントーナ
声 - 井料愛良
育成シナリオ「Reach for the stars プロジェクトL'Arc」から登場。濃い鹿毛の長髪と褐色の肌を持つ。
「世界最強」とも謳われるレジェンドウマ娘。その走りは観た者全員を虜にするといわれており、実際に過去に凱旋門賞を制した際には、出走者全員を驚異的な末脚を以て薙ぎ払ったことが今でも語り草となっている。

ソノンエルフィー
声 - 小清水亜美
育成シナリオ「U.A.F. Ready GO! ～アスリートのキラメキ～」から登場。アスリート系インフルエンサーであり、スポーツの楽しさを広めるための動画配信を行なっている。
スポーツ大会「U.A.F.」のイメージキャラクターを務める。かつてはトレセン学園の生徒だったが、目立った成績を残すことはできなかった。しかし大学に進学してからスポーツの楽しさに目覚め、「レース以外でもウマ娘が活躍できる場所を作りたい」という思いを抱くようになった。

シュガーライツ
声 - 石川由依
育成シナリオ「走れ！メカウマ娘-夢繋ぐ発明-」から登場。ウマ娘型のロボット（「メカウマ娘」とも呼称される）「ST-2」（サティ）を開発した工学博士。
元トレセン学園の生徒でトゥインクル・シリーズを走っていたが、重い怪我の影響で脚が不自由になってしまった。現在もあまり歩けないため、普段は車椅子に乗っている。それでも走る夢を諦めきれず、ST-2に意識をフルダイブさせて動かす研究に注力している。

タッカーブライン
声 - 小林ゆう
育成シナリオ「無人島へようこそ -DESIGN YOUR ISLAND-」から登場。無人島にトレーニング施設を完備する「トレセン島」プロジェクトの責任者。黒縁の眼鏡を掛けている。
ワイルドで豪快な性格だが、根の部分は理知的。幼少期から成績優秀だったが、走る才能が無かったため指導員の道に進んだ。ある日酔っぱらった時に偶然話しかけた相手がURA幹部で、「ウマ娘が内包する本能を引き出したい」という夢に共感されたことでプロジェクトを立ち上げることになった。

## その他キャラクター
ウマ娘以外で、メインストーリーや育成シナリオで重要な役割を担うキャラクター。一部はサポートカードも実装されている。
トレーナー［プレイヤー］
ウマ娘のマネジメントを担当する、本作のプレイヤー。性別や呼称はゲーム中のプロフィール設定のものが反映される。背景設定は育成するウマ娘のストーリーによって異なり、すでに育成経験のある人物とされていることもあれば、そのウマ娘が初めての育成となる新人トレーナーとなっている場合もある。
ウマ娘に対しては敬語を使わずフランクに接する一方、他のトレーナーや学園関係者には丁寧な言葉遣いで話すなど、礼儀を弁えた人物として描かれている。ウマ娘には男性の場合は名前もしくは愛称で、女性の場合は「貴方」と呼ぶことが多い。担当のウマ娘のことはトレーニングメニューから精神面までよく考えており、心配事があると自分から書物を読み漁って調べようとするなど献身的。そのため担当をはじめとした多くのウマ娘から信頼されており、個人的な遊びに誘われることもある。
なおトレーナー自体はプレイヤー以外にも、助言をくれる先輩トレーナーや桐生院葵（後述）のような新人トレーナーなどが複数登場する。

駿川 たづな（はやかわ たづな）
声 - 藤井ゆきよ
トレセン学園理事長秘書。ゲーム上ではナビゲーターを務める。緑色の帽子を被り、緑色の制服を着用した若い女性。一見おっとりとしているが、ウマ娘を見失わずに追走できるだけの身体能力を有している。
マルゼンスキーとは仲が良く飲み友達でもあるが、彼女の運転は苦手としている。

秋川 やよい（あきかわ やよい）
声 - 水橋かおり
トレセン学園理事長。明るい栗毛と前髪のメッシュが特徴の、幼い外見の女性で、先代の後を継いだばかり。二字熟語を多用した豪快な口調（「見事ッ！」など）が特徴で、よく扇子を持ち歩いている。帽子の上に猫を乗せており、話し始める時などに鳴くことがある。
ウマ娘を支えたいという思いが非常に強く、ときには私財を擲ってでもそのサポートを行うが、しばしば独断専行が過ぎてたづなにたしなめられる。

乙名史 悦子（おとなし えつこ）
声 - 陶山恵実里
トゥインクル・シリーズのレースやウマ娘について扱う雑誌『月刊トゥインクル』の記者。レース界の発展のためにプレイヤーに力を貸してくれる。ウマ娘に対する確かな目とトレーナーに比肩する豊富な知識を有するが、ウマ娘に対する思いが強すぎるあまり、なにかにつけて妄想がふくらんで暴走（熱弁をふるうなど）してしまう。「素晴らしいですっ！」が口癖。
ゲームの育成シナリオ「Make a new track!! 〜クライマックス開幕〜」における重要人物であり、新レース「トゥインクルスター・クライマックス」開催のために心血を注ぐ。
ゲーム以前においても『トゥインクルweb』という公式の用語解説コーナーにおいて登場している。

桐生院 葵（きりゅういん あおい）
声 - 岡咲美保
育成シナリオ「新設！URAファイナルズ」に登場する女性トレーナーで、プレイヤーのトレーナーとほぼ同時期にデビューした新人。
「トレーナーの名門」といわれる桐生院家の出身であり、トレーナー一筋の生真面目な性格ゆえにウマ娘の心理面への配慮に欠ける面がある。また趣味・遊びといった分野には経験が薄くプレイヤーにしばしば助言を求める一方、身体能力の高さをうかがわせる描写がある。ハッピーミークを担当している。

安心沢 刺々美 （あんしんざわ ささみ）
声 - 井上喜久子
ゲームの育成モードでトレセン学園の保健室に現れる謎の笹針師。金髪に赤のバンテージ、目を覆う白い仮面が特徴。育成しているウマ娘のファンを名乗り、「手助けに来た」と言って自信満々に笹針治療を勧めるが、言動の端々から自分の力量や技術にまるで自信がないことを窺わせる。
トレセン学園に勝手に入ってきている不法侵入者のため、治療を受けるかどうか悩み続けるとたづなに発見されて逃げ出す。笹針を打ってもらうかは任意で、打たれた結果が吉と出るか凶と出るかは完全に運任せである。
妹に有名ブランド勝負服デザイナーのビューティー安心沢がいる。

樫本 理子（かしもと りこ）
声 - 朴璐美
ゲームの育成シナリオ「アオハル杯〜輝け、チームの絆〜」の重要人物である、URA幹部職員を務める長身痩躯の女性。秋川が所用で海外に長期出張となったため、その代理としてURA本部より派遣された。自身もトレーナーであることからウマ娘やレースに関する知識は豊富で、トレーナーであるプレイヤーに助言することもある。万能かつ博識だが、運動だけは苦手。
自由奔放なトレセン学園の校風を「ぬるい」と酷評して「管理教育プログラム」を発動し、復活したばかりのアオハル杯の廃止を決定する。その急進的な政策に多くの生徒から不興を買い、最終的にアオハル杯廃止と管理教育プログラム実施を賭けて、プレイヤーのトレーナーとの育成勝負を行うことになる。ゲームの進行次第では彼女のチームメンバーも指導方針に疑義を呈すようになるが、それでも「自分の管理が甘いせい」と考えて指導方針を改めようとしない。
こうした極端な言動は、かつてのトレーナー時代にウマ娘同士で極端な能力差が発生したことによる失敗による苦い経験からきたものであり、以降はトレーニングやレース出走を徹底的に統制することに腐心している。
ビターグラッセとリトルココンを担当しているが、アオハル杯の時を除いてチームは組ませず、個別にメニューを作っている。
その他の育成シナリオではトレーナーとして登場し、担当ウマ娘とは最初から良好な関係を築いている。

佐岳 メイ（さたけ めい）
声 - 堀江由衣
ゲームの育成シナリオ「Reach for the stars プロジェクトL'Arc」の重要人物。URAのトレセン学園強化部門に所属する小柄な女性。一人称は「あたし様」。トレセン学園理事長を務めるやよいとは姉妹のように仲が良い。
日本勢の凱旋門賞制覇を目標とした「プロジェクトL'Arc」の立案者。以前にも有志と共に凱旋門賞制覇に挑んだ過去があり、その時に得られた知見を基に、再度の凱旋門賞制覇を目指している。

都留岐 涼花（つるぎ りょうか）
声 - 佐藤利奈
育成シナリオ「U.A.F. Ready GO! ～アスリートのキラメキ～」から登場。 スポーツ大会「U.A.F」を立ち上げたプロデューサーであり、運営総合責任者。

赤坂 美聡（あかさか みさと）
声 - 明坂聡美
トゥインクル・シリーズのレース実況を担当している実力派アナウンサー。
アニメ版が初出で、漫画『シンデレラグレイ』にも登場。ゲーム内では声のみの登場だが、2022年5月以降は公式サイトにてビジュアルが掲載されている。

細江 純子（ほそえ じゅんこ）
ウマ娘やレースに造詣の深い人物。育成シナリオ「Make a new track!! 〜クライマックス開幕〜」などの大規模なレースにて解説を担当している。
実在する競馬評論家・競馬解説者（ホース・コラボレーター）である細江純子をモチーフとしたキャラクターで、声も細江本人が担当している。初出はアニメ版であり、ゲーム内では声（実況・解説）のみの登場だが、2022年5月以降は公式サイトにアニメ版をベースとしたビジュアルが掲載されている。